# Chiesa di Saint-Eustache
La chiesa di Sant'Eustachio (in francese: église Saint-Eustache) è un luogo di culto cattolico situato nel I arrondissement di Parigi. È una delle più importanti chiese della città.

## Storia

### Prima chiesa
Le origini della chiesa di Sant'Eustachio risalgono agli inizi del XIII secolo. Una cappella consacrata a Sant'Agnese fu il primo edificio costruito. Una cripta con questo nome confina ancora con la chiesa. Questa cappella era il dono di un borghese di Parigi, Jean Alais, che l'avrebbe fatta costruire in onore del re Filippo Augusto, che gli aveva concesso di riscuotere un centesimo su ogni cesto di pesce che arrivava alle Halles.
Dal 1223, Sant'Agnese divenne una parrocchia e prese il nome di Sant'Eustachio. La ragione più probabile del cambiamento fu il trasferimento di una reliquia del martire Sant'Eustachio nella nuova chiesa, reliquia tutt'oggi conservata nell'abbazia di Saint-Denis. La chiesa fu molte volte ristrutturata e ingrandita, contemporaneamente all'aumento della popolazione del quartiere.
Nel XIV secolo, il re Filippo VI conservò la sua protezione reale, soprattutto per le confraternite della Maddalena che celebravano in quel luogo la messa. Appena prima della sua morte, nell'agosto del 1483, Luigi XI confermò la protezione reale attraverso delle lettere patenti.

### La chiesa nel 1532

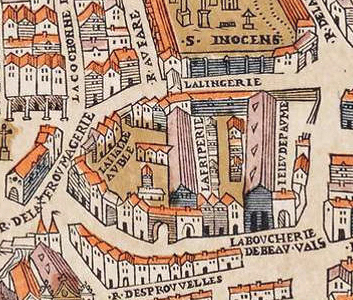
Chiesa di Sant'Eustachio sulla cartina di Truschet e Hoyau (1550)

Nel 1532, fu deciso di costruire una chiesa degna del cuore di Parigi. La prima pietra dell'edificio attuale fu posata il 19 agosto da Jean de la Barre, capo dei commercianti. I lavori furono successivamente affidati a Boccador, Nicolas Le Mercier e Charles David, genero di quest'ultimo.
Costruita in uno stile gotico in pieno Rinascimento, la chiesa mescola un carattere architettonico armonico dove l'antico delle colonne greche e romane si sposa con delle linee ancora presenti nel Medioevo. L'obiettivo era di fare una chiesa gotica semicircolare. Così, la chiesa ha l'elevazione dello stile gotico, gli archi tipici del romanico e gli ornamenti del rinascimento: tutti questi caratteri riuniti danno alla chiesa un carattere unico.
La sua costruzione fu rallentata a causa di frequenti difficoltà di finanziamento. René Benoist, curato della chiesa di Sant'Eustachio nel 1569, acquisì una grande influenza sui parrocchiani tanto che fu soprannominato il "Papa delle Halles". Nel 1578, fece stampare una richiesta al fine di ottenere degli aiuti per il completamento della sua chiesa. Iniziata nel 1532, non fu terminata, e Benoist non aveva ancora intrapreso dei lavori, malgrado la «...grande affluenza del popolo che non aveva ancora una chiesa parrocchiale in Francia». La lettera ottenne senz'altro qualche somma di denaro, perché furono eretti molti pilastri della navata e molte altre finestre.
Dopo molte interruzioni, la chiesa fu terminata nel 1633 e consacrata il 26 aprile 1637 da Jean-François de Gondi, arcivescovo di Parigi.

Evoluzione della facciata occidentale tra la fine del XVI secolo e l'inizio del XVIII secolo
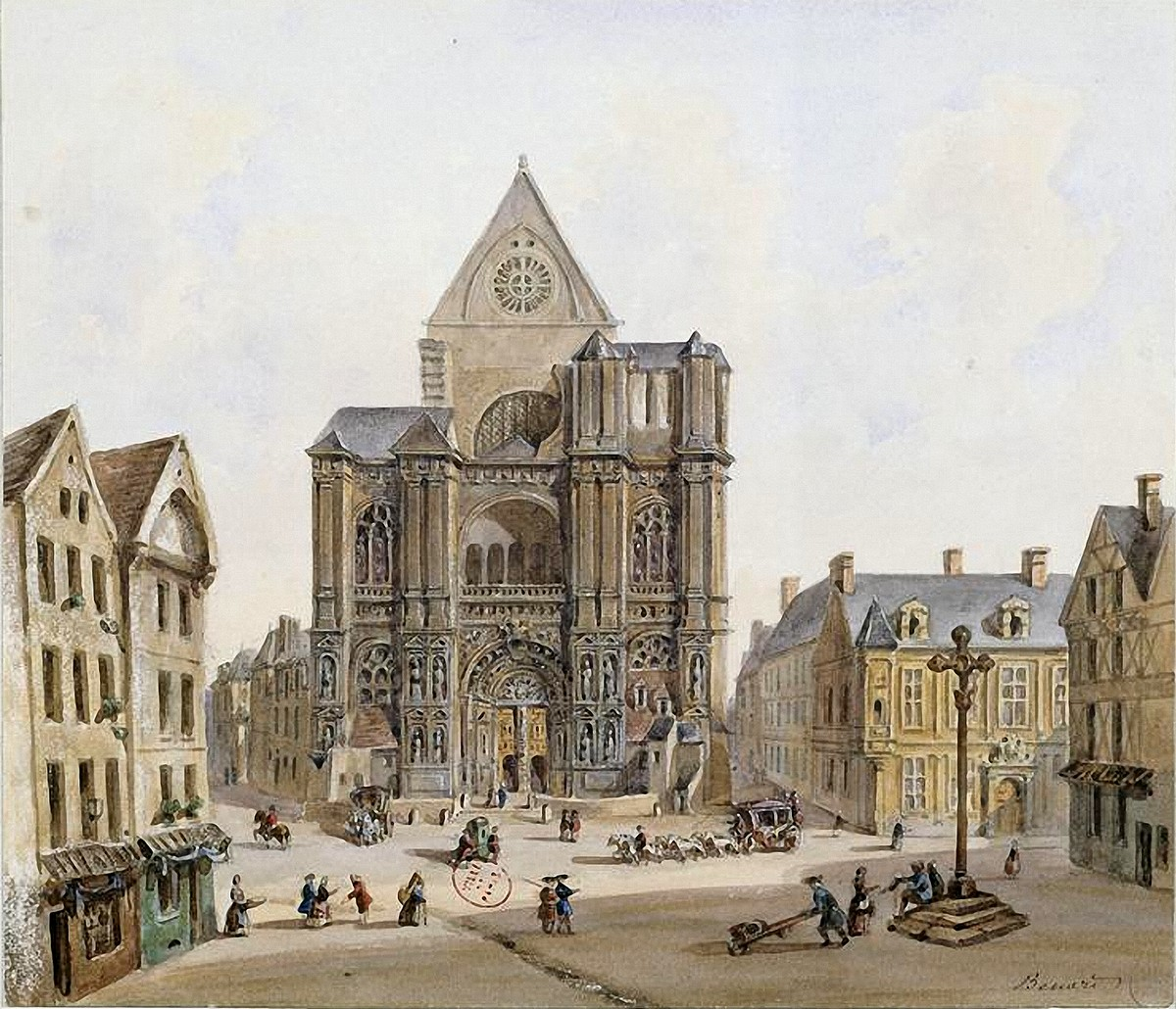
Antica facciata del XVII secolo.
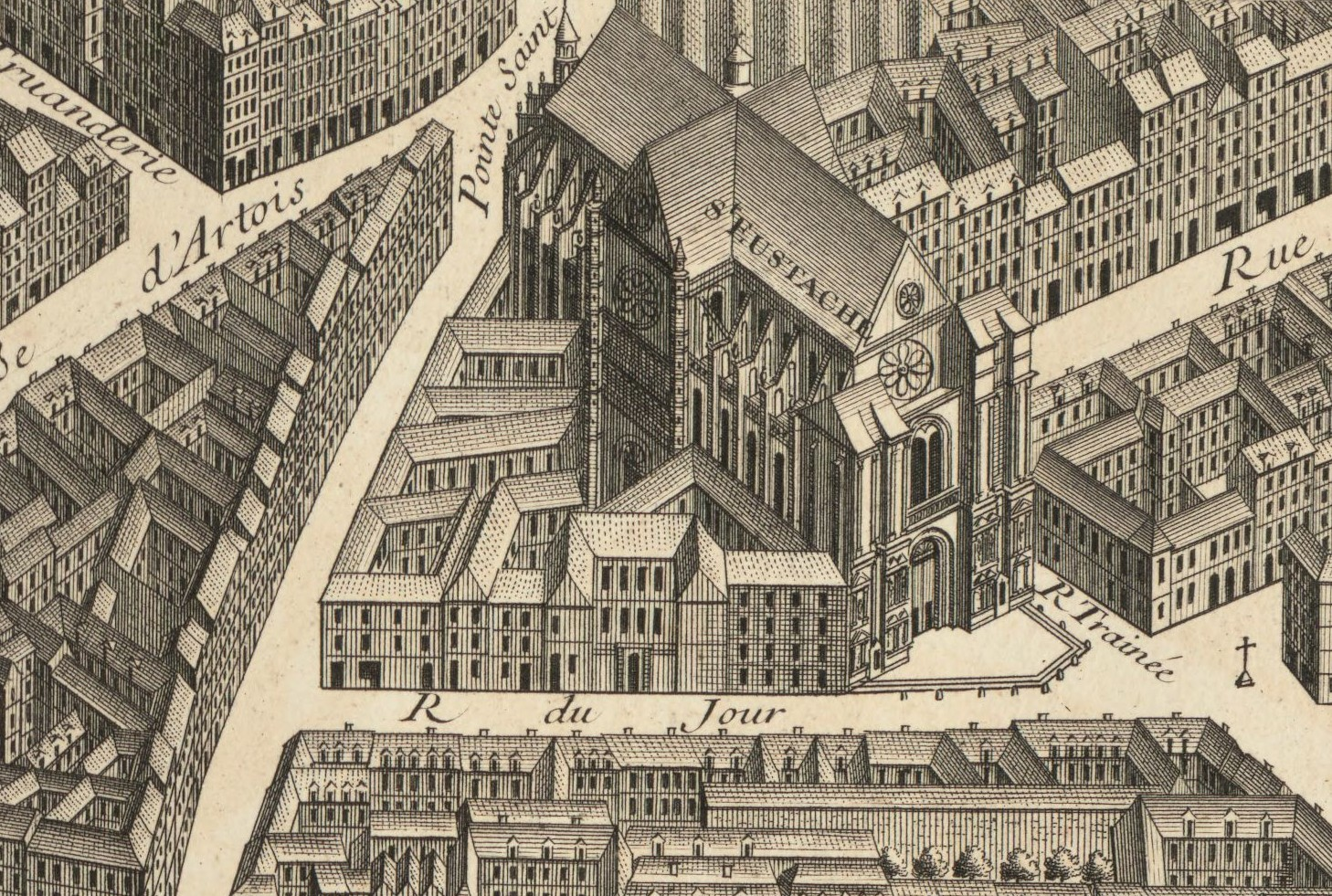
La chiesa prima del 1739.

### La chiesa nel 1754
L'antica facciata occidentale di Sant'Eustachio, le cui torri erano rimaste incomplete, fu abbattuta per costruire due cappelle su richiesta, nel 1665, di Colbert. Oltre a ciò, un nuovo progetto fu disegnato da Louis Le Vau, del quale Colbert doveva assicurare il finanziamento.

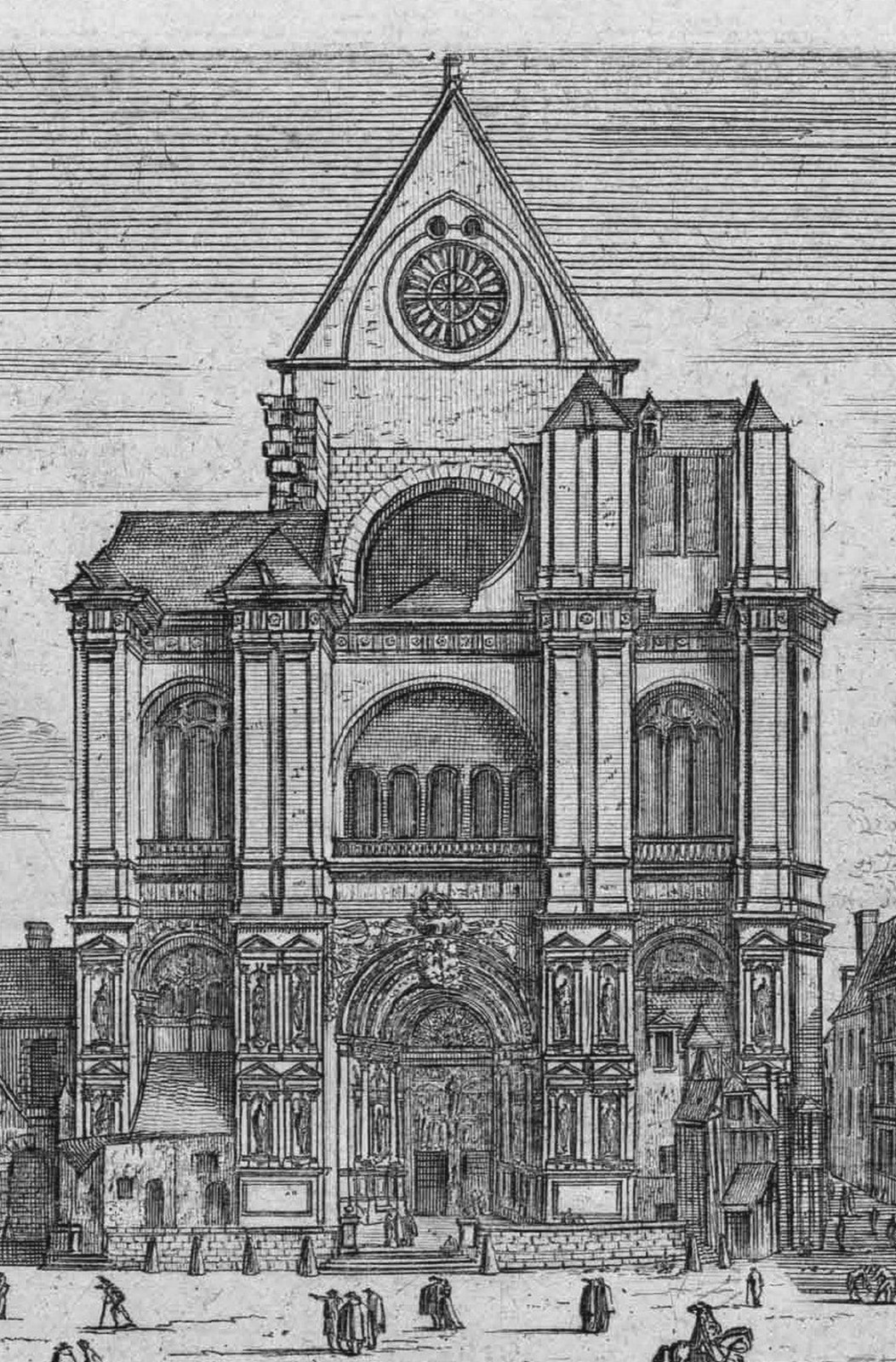
Antica facciata occidentale della chiesa.

Di quest'opera fu posata la prima pietra soltanto il 22 maggio dal duca di Chartres. Jean Hardouin-Mansart de Jouy ne divenne l'architetto. La sua costruzione durò molto tempo per mancanza di fondi, e il progetto iniziale, che comprendeva due torri a due piani ai lati di una galleria, fu sostituito da un frontone pesante che schiaccia la facciata.
L'architetto Moreau completò l'opera. La torre sud resta ancora incompleta ai giorni nostri.
La chiesa, già grande, avrebbe probabilmente raggiunto una dimensione e un'altezza impressionanti se le difficoltà riscontrate nella sua costruzione fossero state meno numerose.

Bozzetti ed evoluzioni della facciata occidentale di Sant'Eustachio
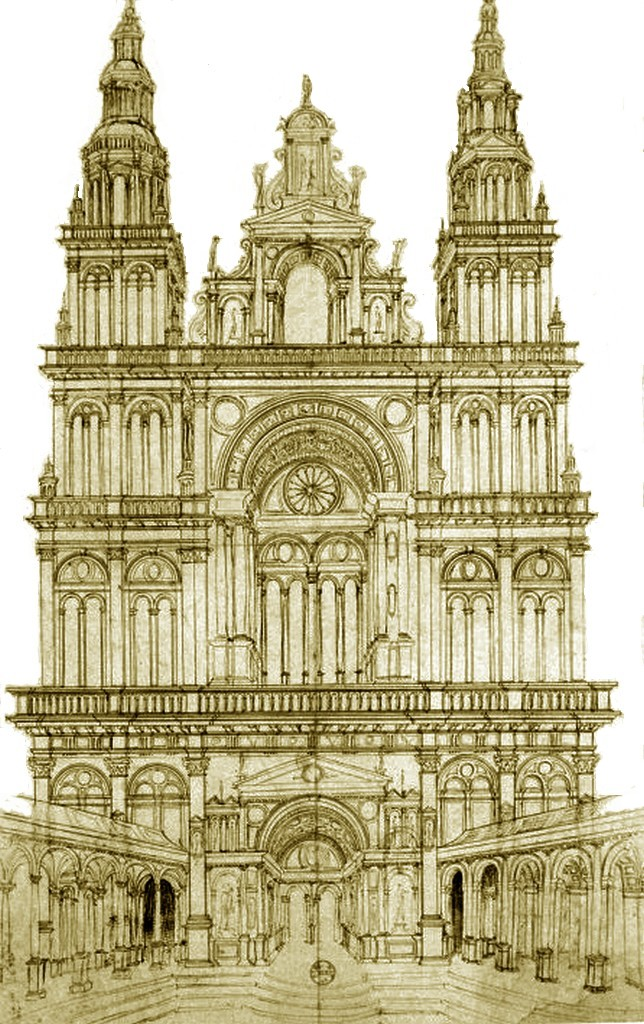
Progetto della facciata disegnato da Jaques Androuet du Cerceau.
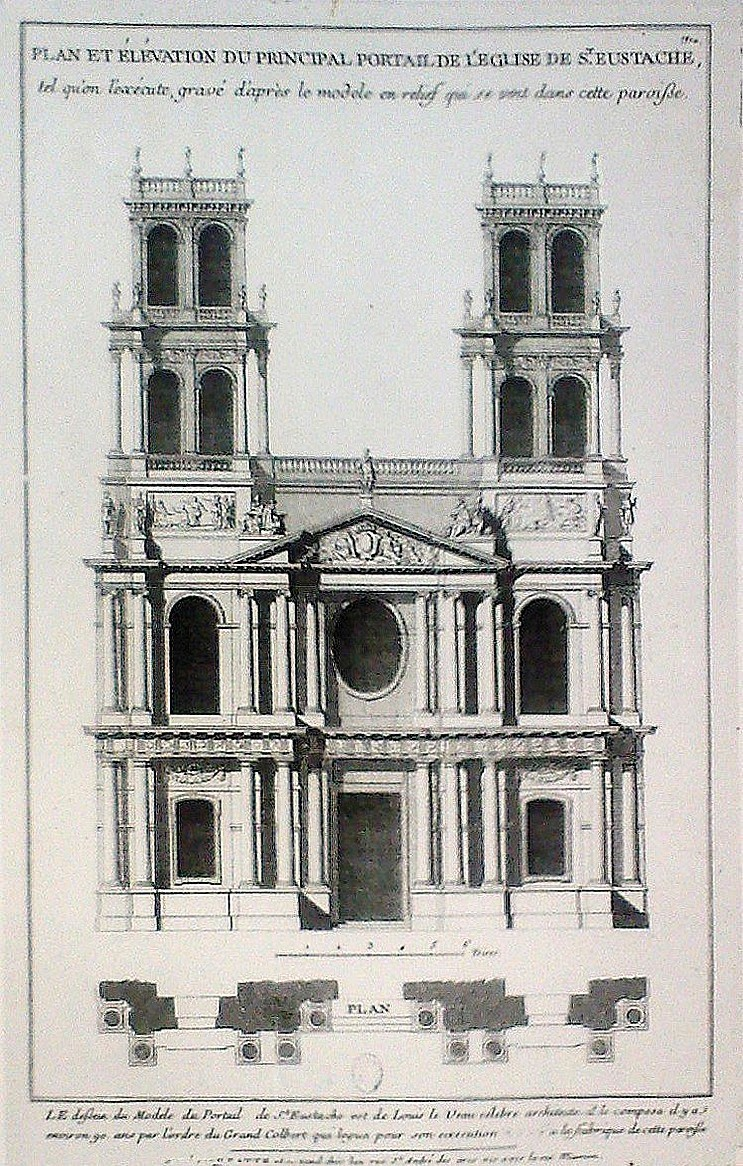
Progetto della facciata disegnato da Louis Le Vau nel XVII secolo
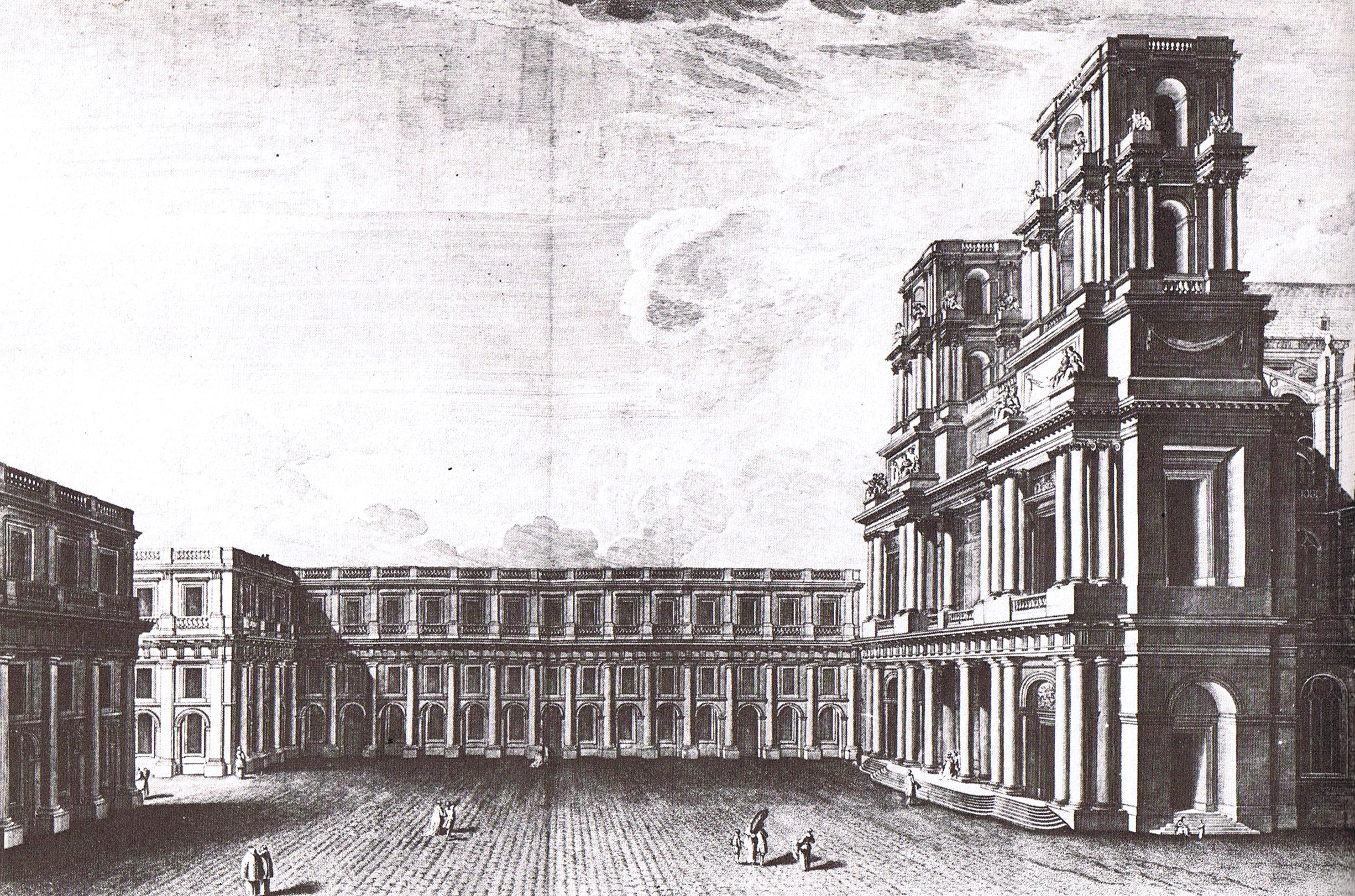
Progetto della piazza Sant'Eustachio Jean Hardouin-Mansart de Jouy (1754).

## Personalità e avvenimenti
La chiesa di Sant'Eustachio è stata luogo di numerosi battesimi, matrimoni e sepolture di grandi personalità.
Richelieu (1585), Molière (1622), Jean-François Regnard (1655) e Madame de Pompadour (1721) vi furono battezzati.

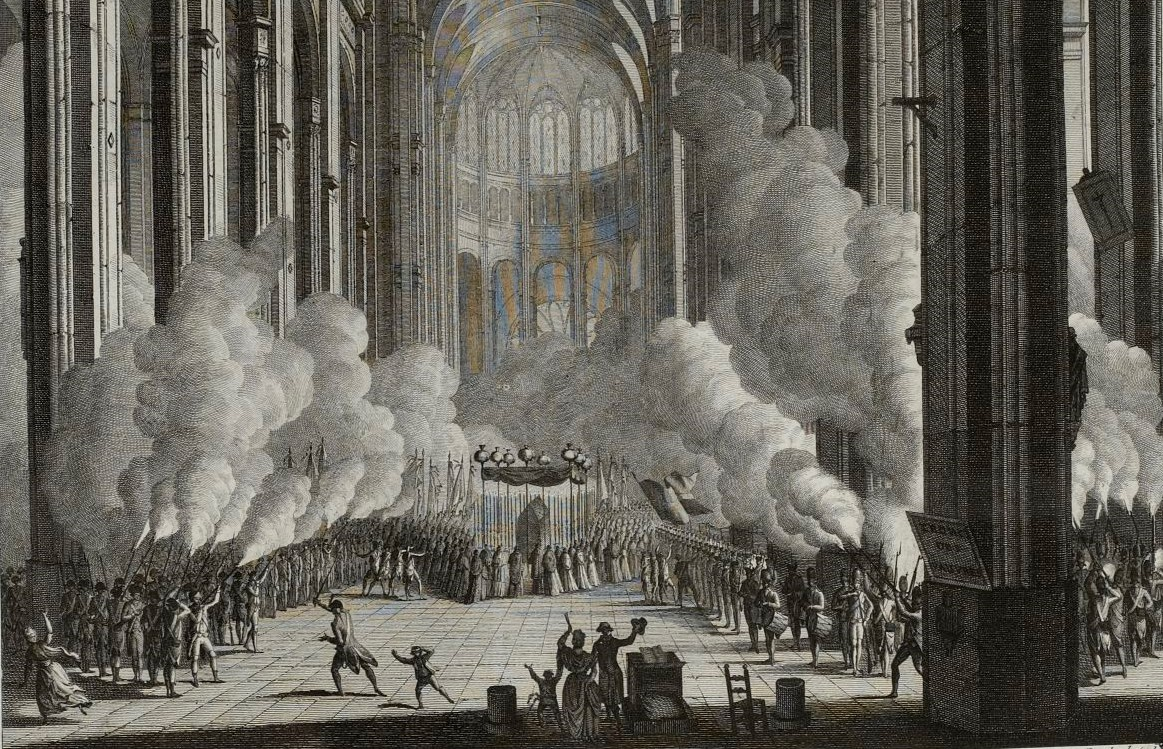
Funerali di Mirabeau il 4 aprile 1791 (Museo della Rivoluzione francese).

Luigi XIV fece lì la sua prima comunione verso il 1649.
Lì si sposarono Sully (1583) con Anne de Courtenay, Pomponne (1660) con Catherine Ladvocat e Lully (1662) con Madeleine Lambertet.
Il corpo di Mirabeau fu deposto nella chiesa il giorno seguente la sua morte, il 3 agosto 1791, dove Joseph Antoine Cerutti pronunciò la sua orazione funebre, prima di essere trasferito al Panthéon.
Sono sepolti lì anche Vincent Voiture (1648), Claude Favre de Vaugelas (1650), Colbert (1683), Scaramouche (1694), l'ammiraglio di Tourville (1701), Madame de Tencin (1749), Marivaux (1763), Rameau (1764); i funerali di La Fontaine (1685), Anna Maria Pertl madre di Mozart (1778) e di Mirabeau (1791), furono celebrati in questa chiesa.
L'orazione funebre di Turenne fu pronunciata nel 1676 da Fléchier. Fu inoltre a Sant'Eustachio che Jean-Baptiste Massillon pronunciò il suo sermone nel 1704. Più tardi, Berlioz vi dirigerà la prima esecuzione del suo Te Deum il 30 aprile 1855 e Liszt, quella della sua Messa solenne, il 15 marzo 1896. 
Il 18 dicembre 2012, il cantante Laurent Voulzy tenne un concerto unico nel suo genere in questa chiesa, durante la sua tournée Lys & Love Tour.

## Architettura
(Eugène Viollet-le-Duc)

### Un'architetturagotico-rinascimentale
L'architettura eterogenea della chiesa di Sant'Eustachio fu molto spesso criticata:
(G. Brice, Description nouvelle de la vile de Paris, 5a edizione, 1706)
(Viollet Le Duc, Dictionnaire raisonné de l'architecture française du XIe au XVIe siècle, 1854-1868)

### Esterno
L'edificio fu per molto tempo considerato come una chiesa regale grazie alla sua vicinanza con il più alto luogo della monarchia, il Louvre.
I simboli di Sant'Eustachio, santo che prima della sua conversione aveva molto amato la caccia, sono richiamati nei decori; sono per esempio in cima alle transenne (nord e sud) o sui piedistalli all'interno della chiesa.
Di fronte alla chiesa, sul lato di place René-Cassin, nel 1989 è stata collocata la scultura Écoute di Henri de Miller. 

Simboli
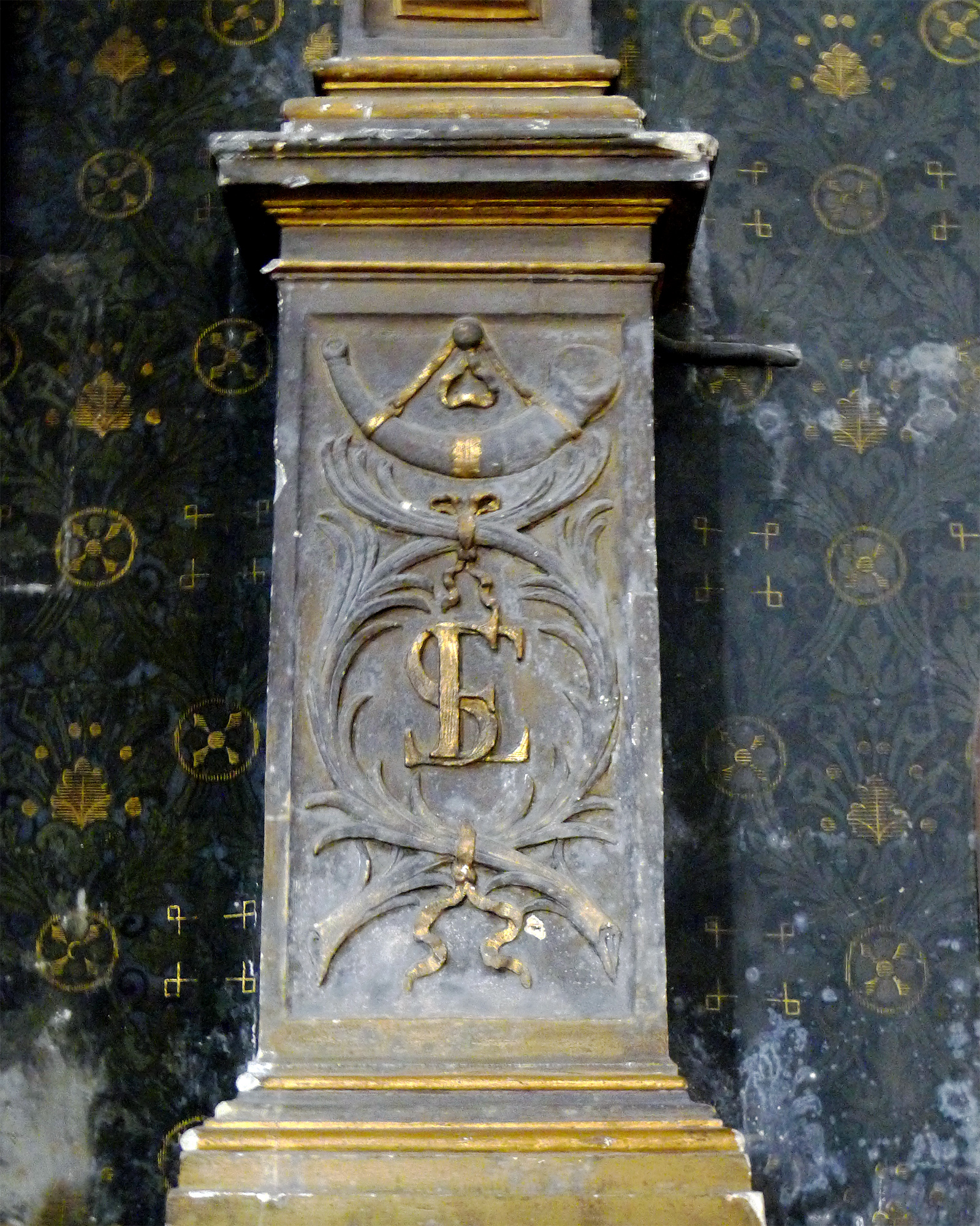
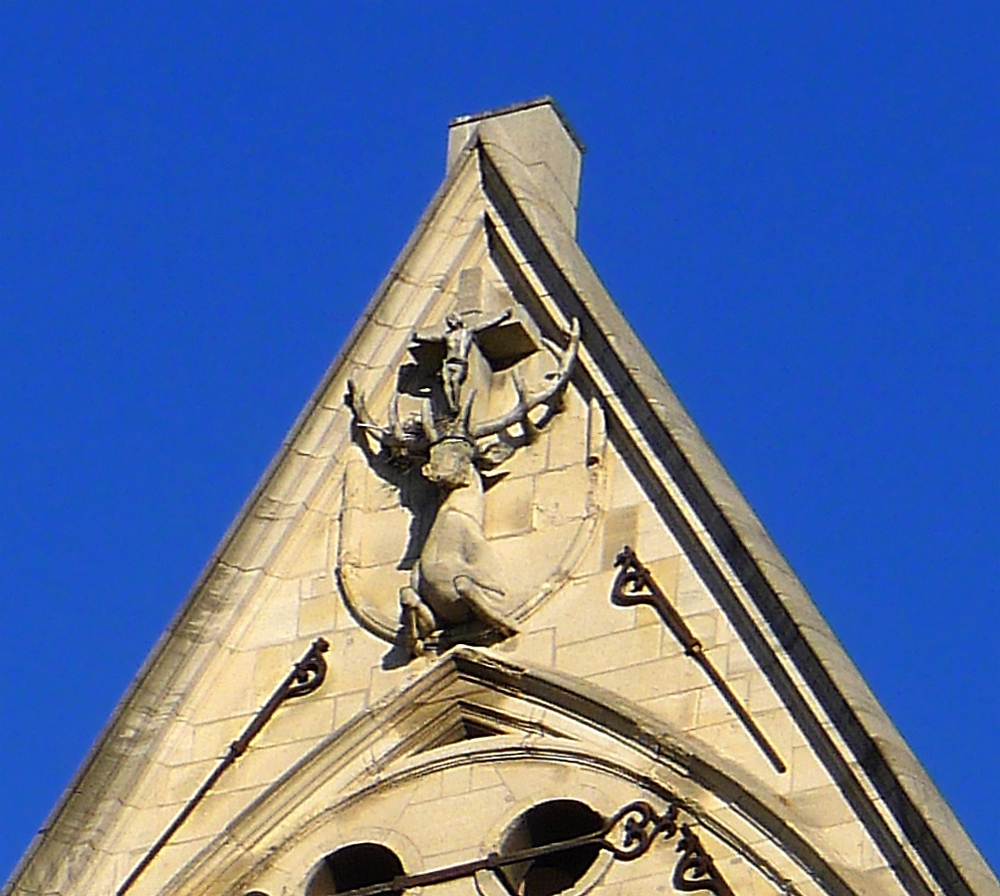

- : 105 metri.
- Larghezza esterna (al livello del transetto) : 43,5 metri
- : 33,46 metri.

Vista dall'esterno
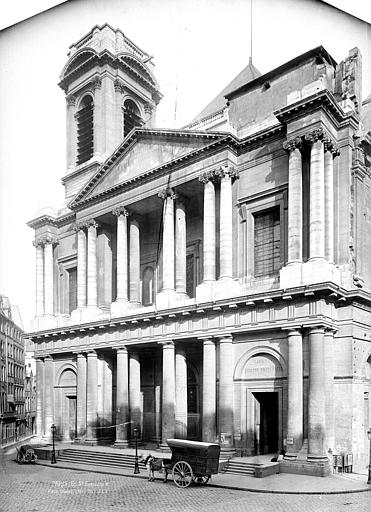
Facciata ovest.
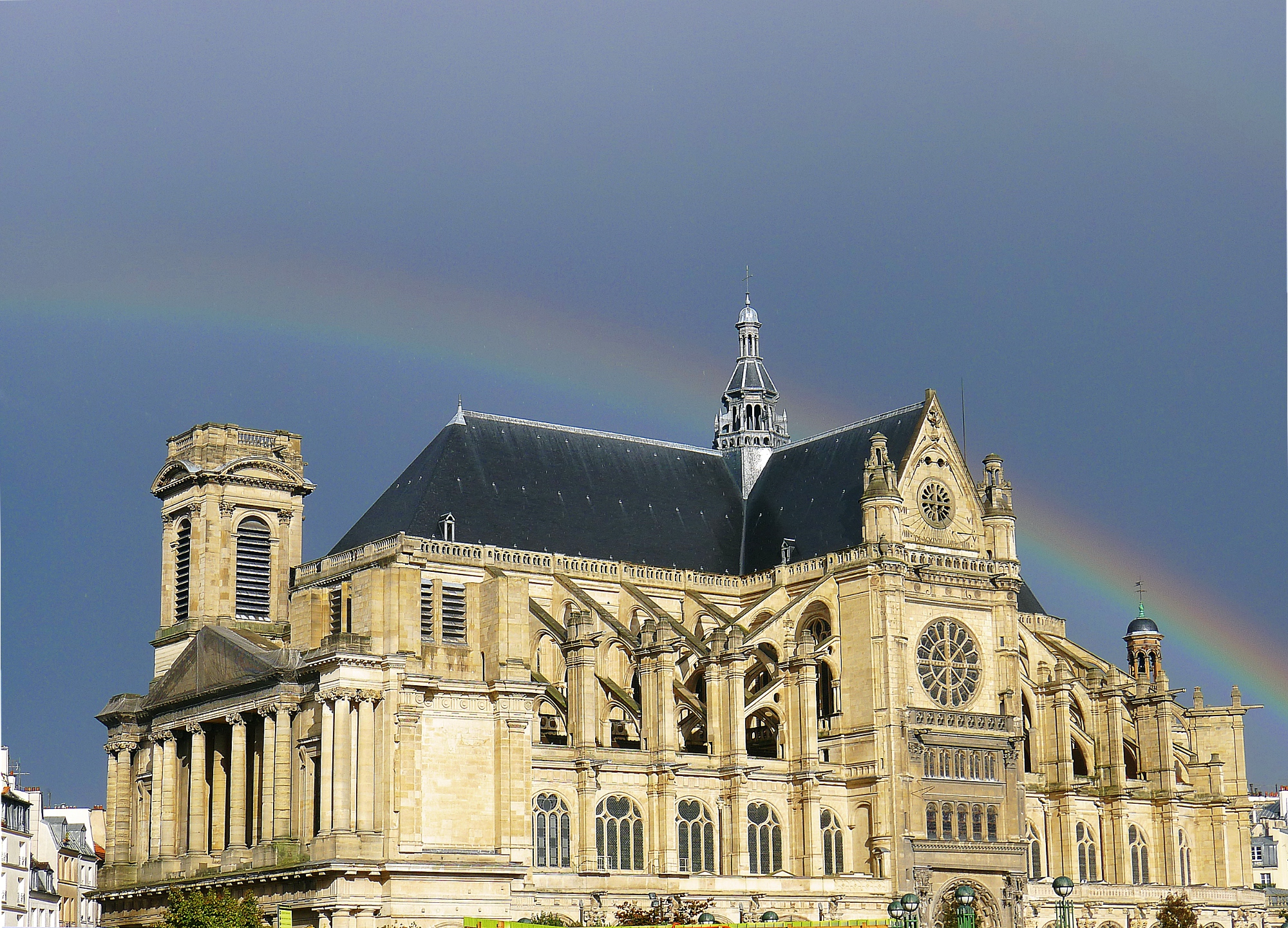
Vista da sud-ovest
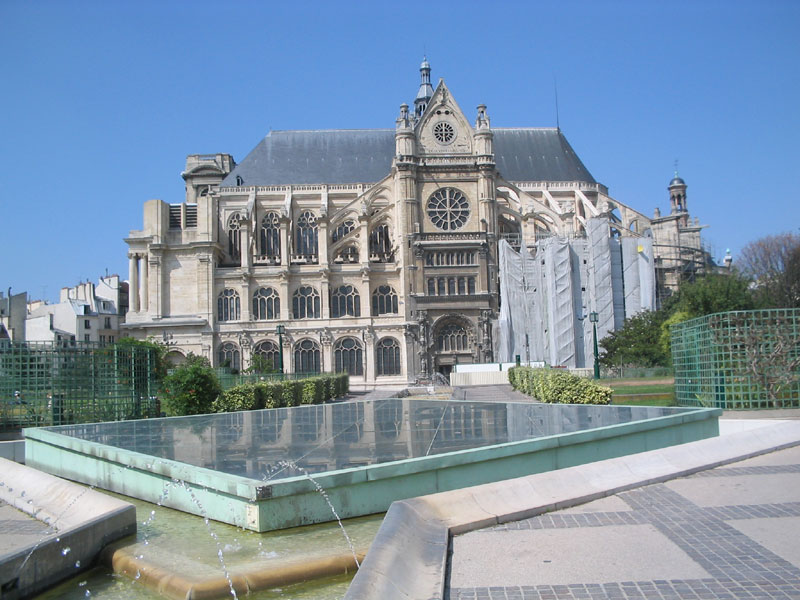
Vista da sud, giardino delle Halles
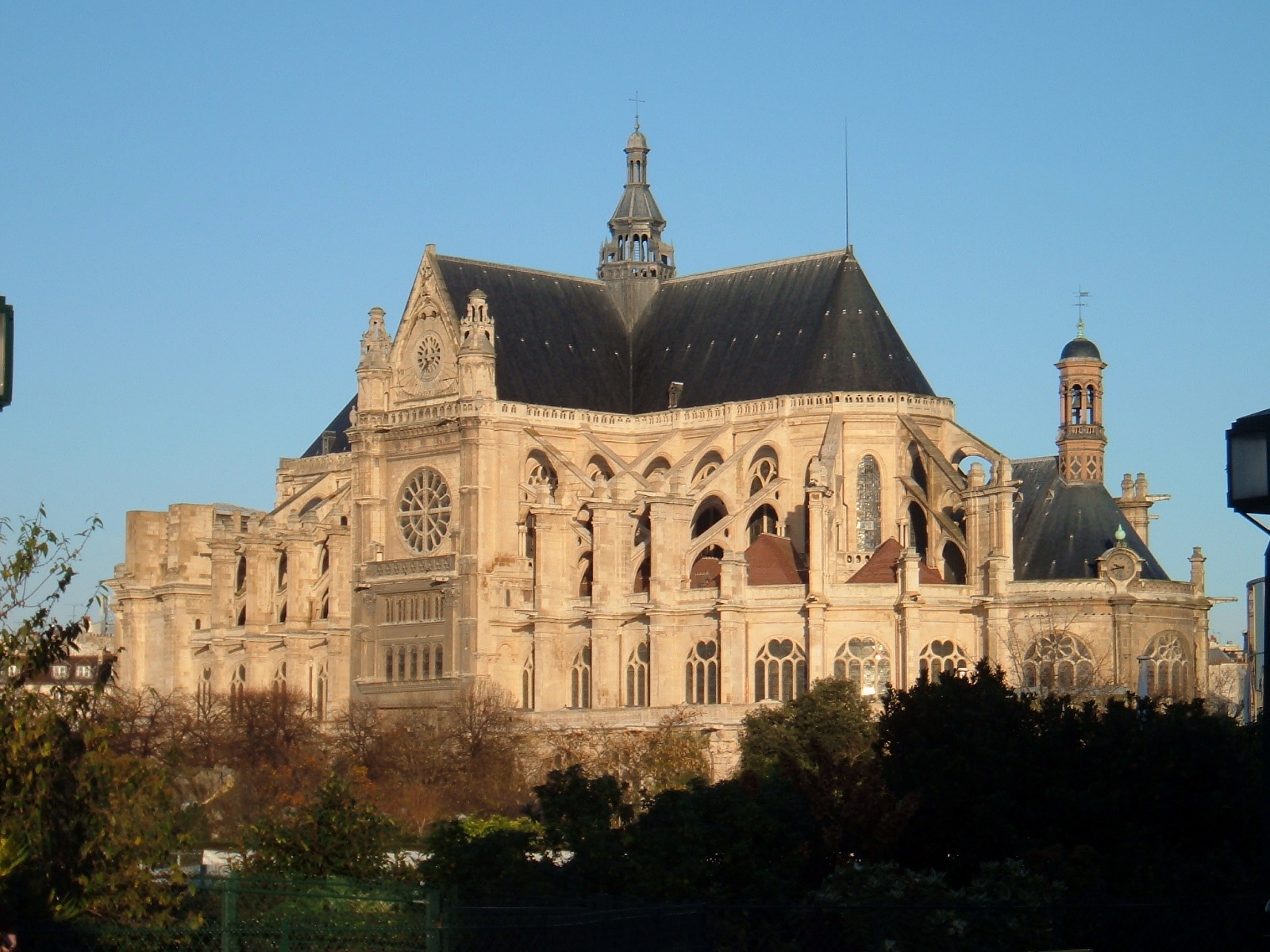
Vista da sud-est
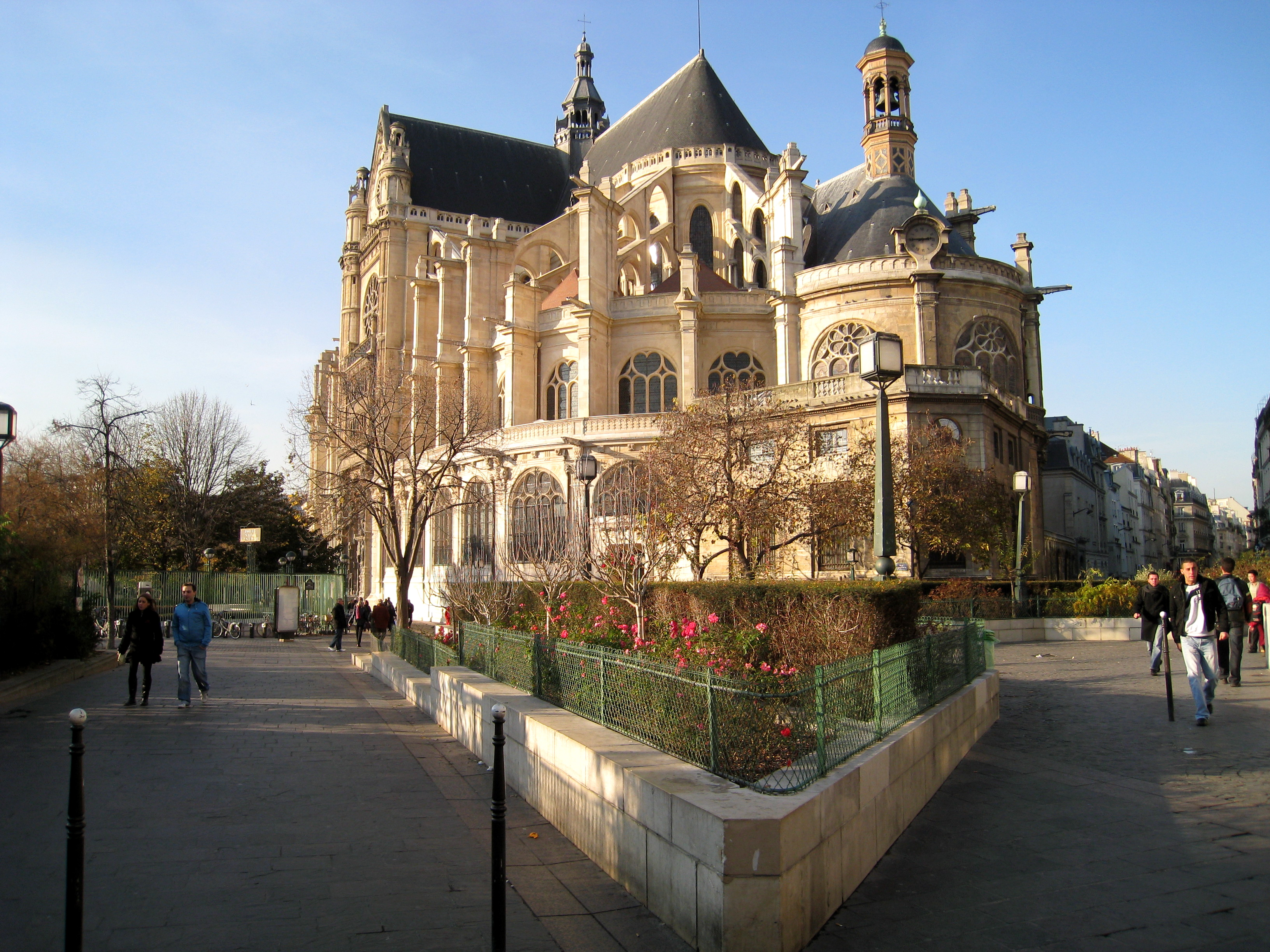
Angolo sud-est

- Dettagli dell'esterno

"Dettagli
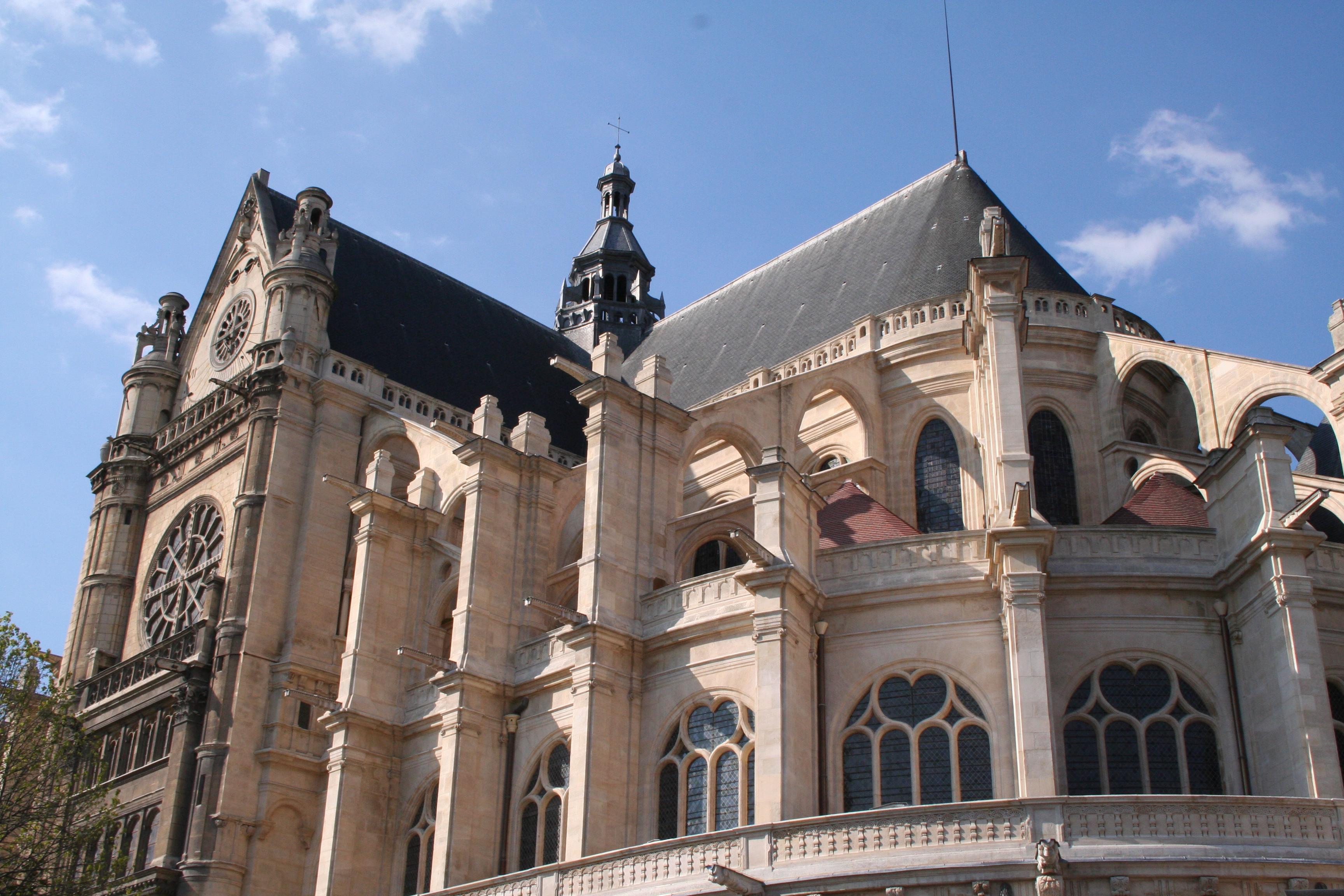
Vista sul cuore della chiesa
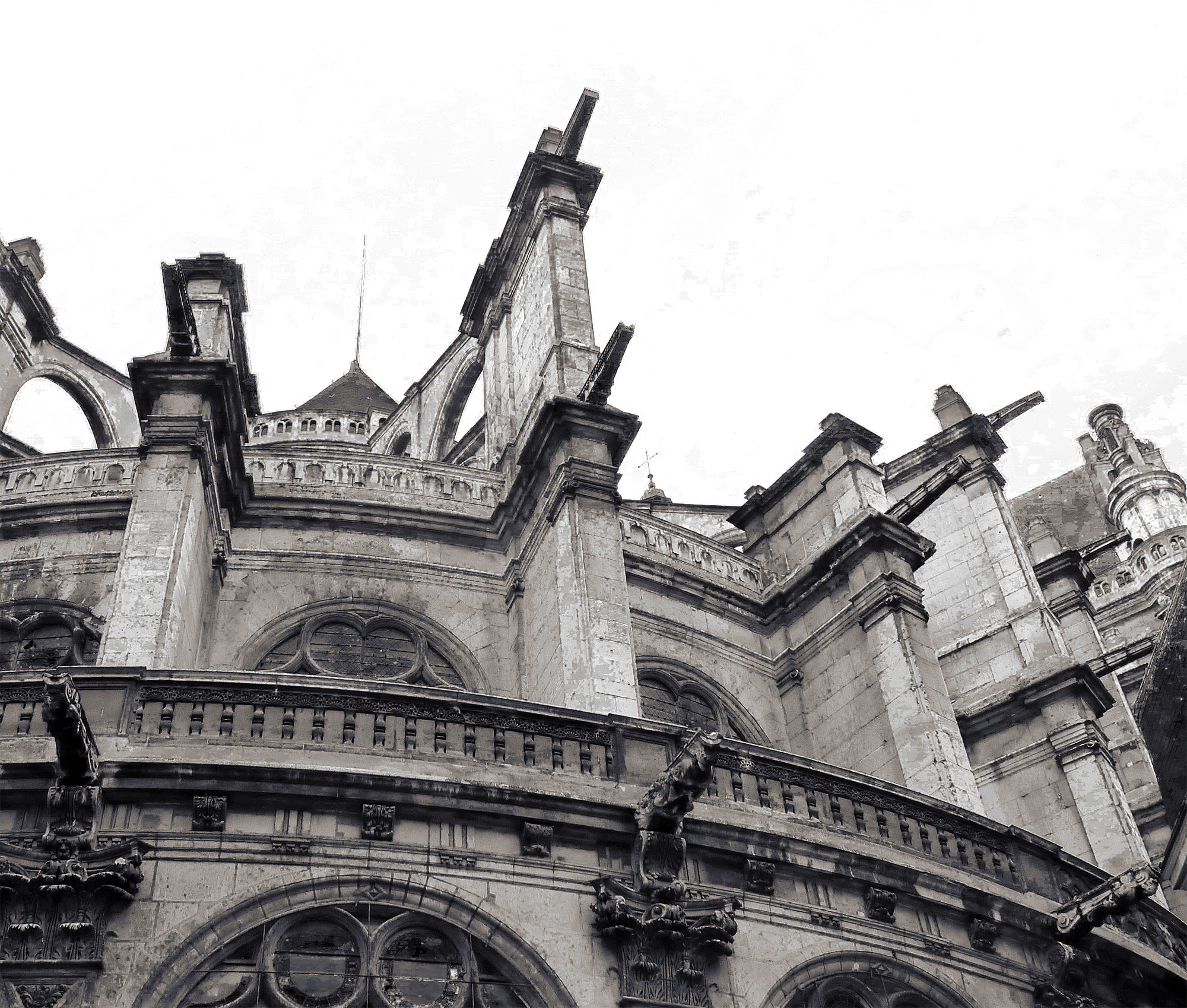
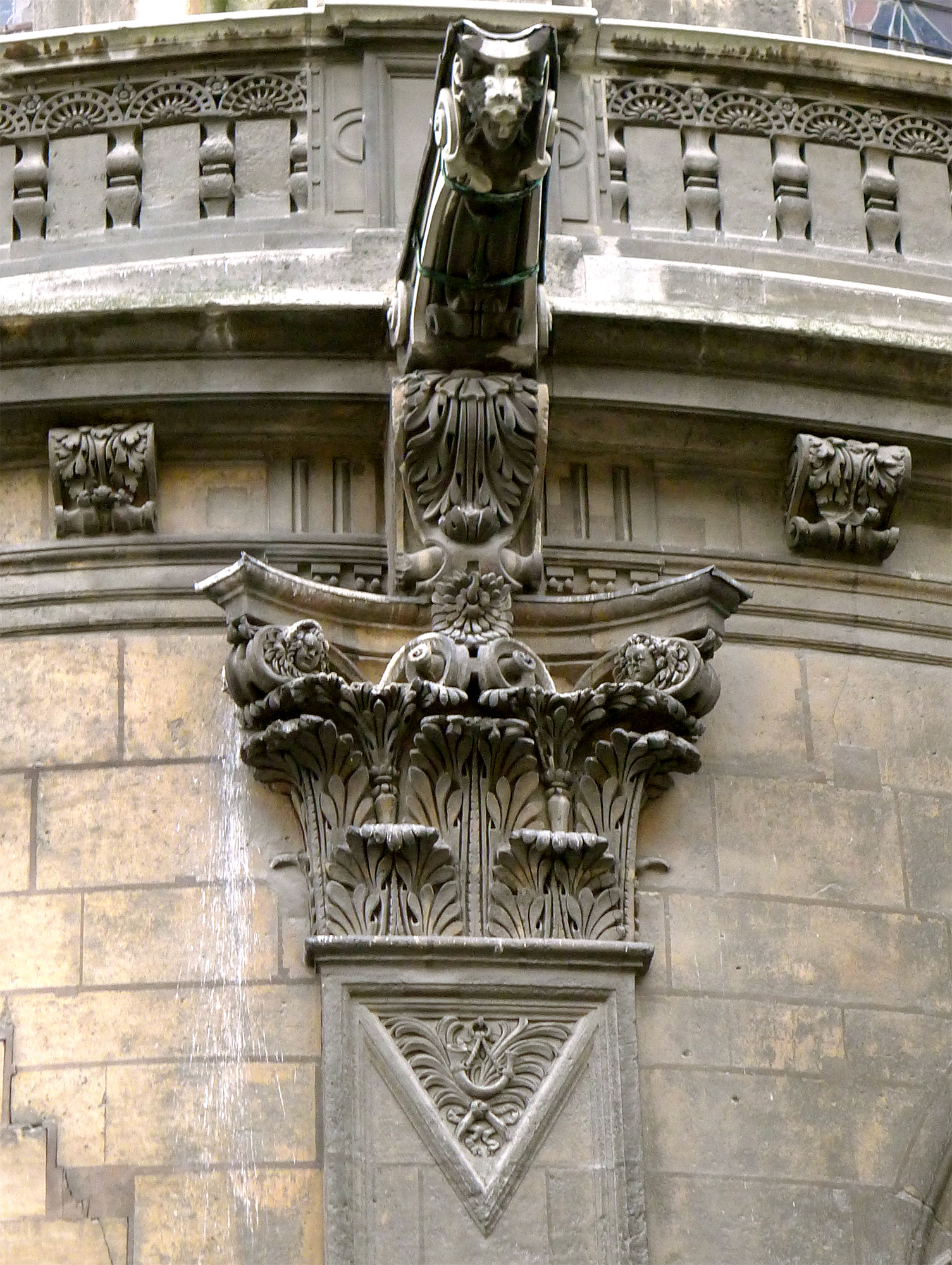
Dettagli dell'architettura

Entrata nord della chiesa
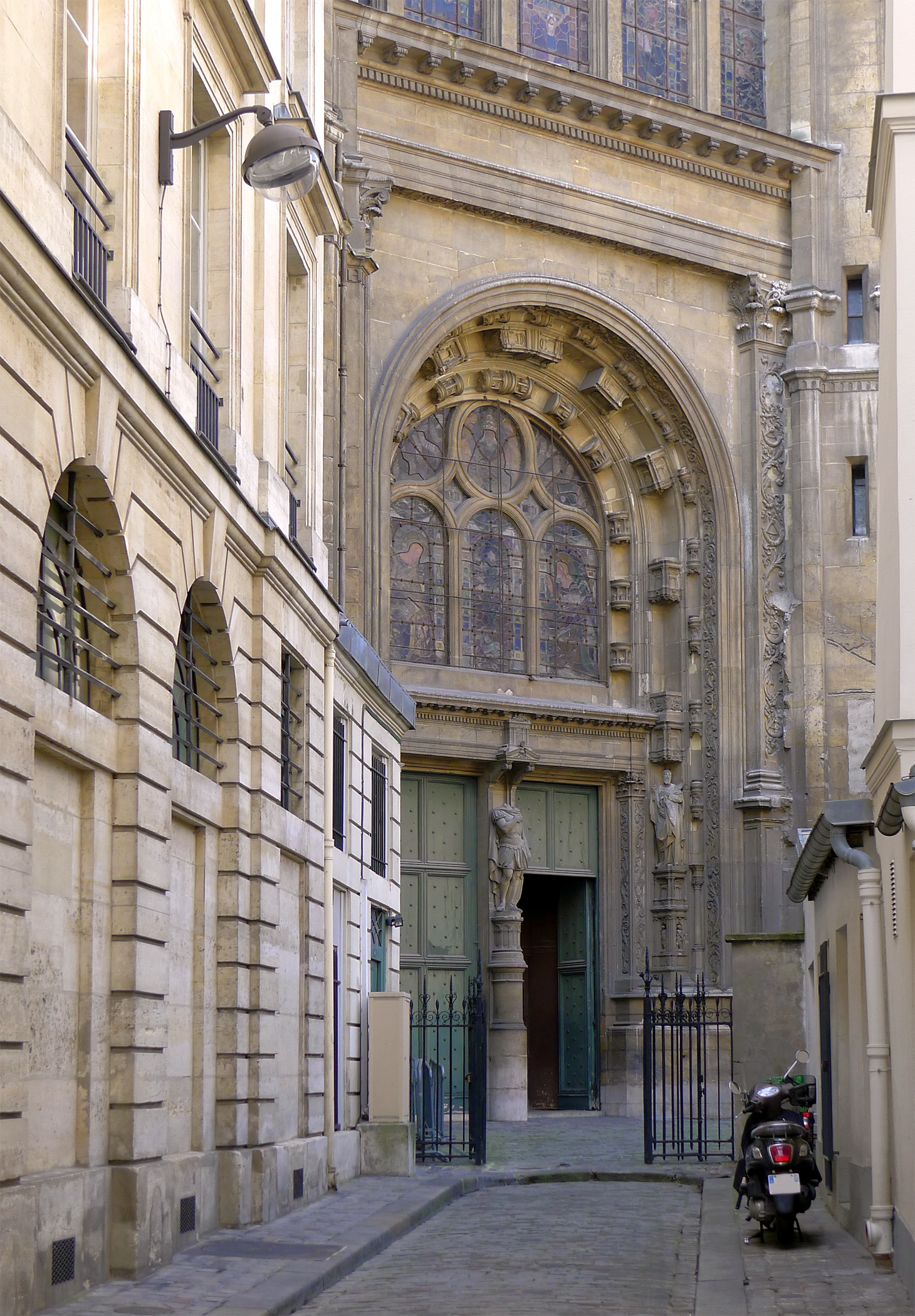
Entrata nord della chiesa
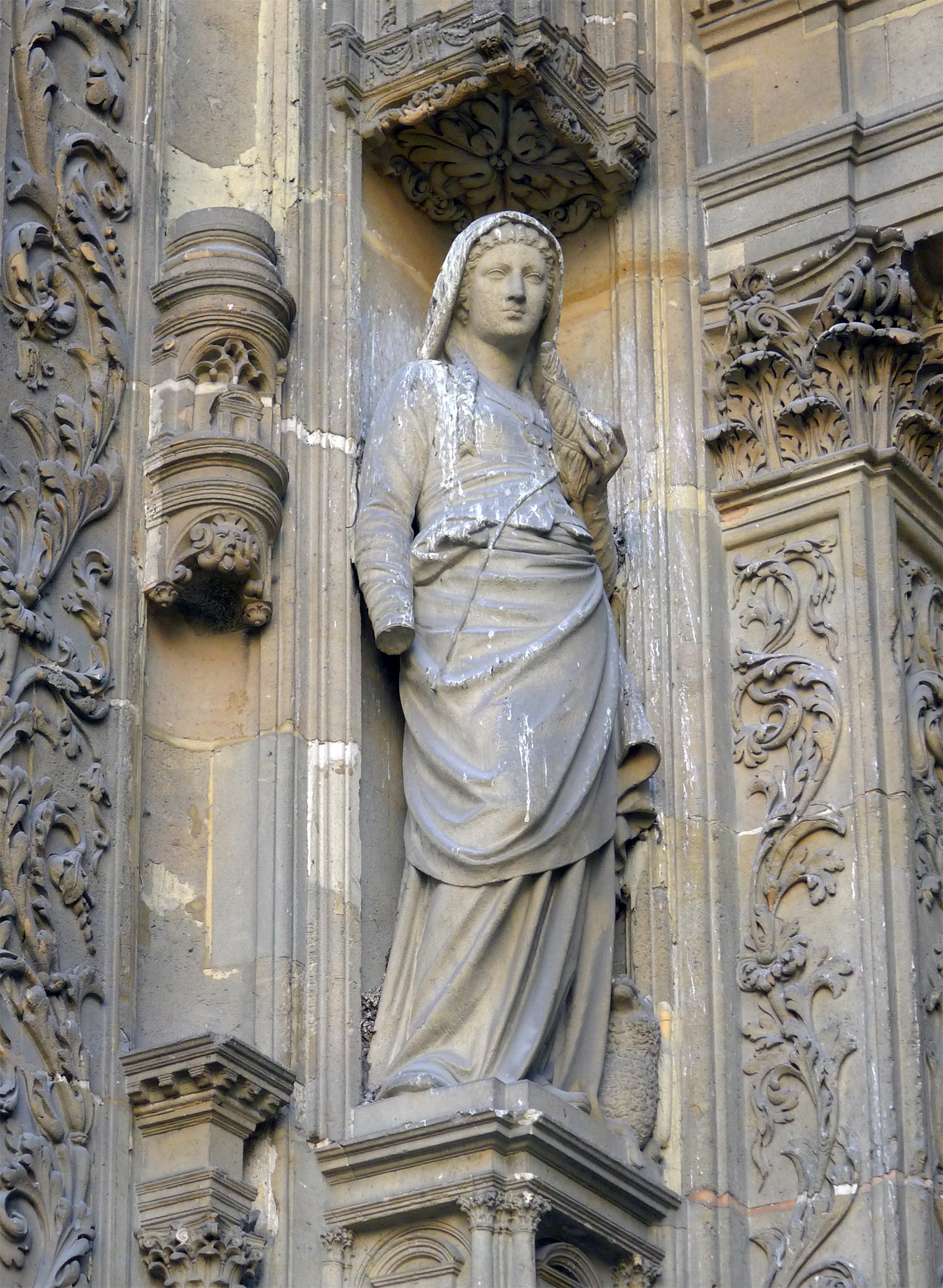
Statua di Genoveffa di Parigi
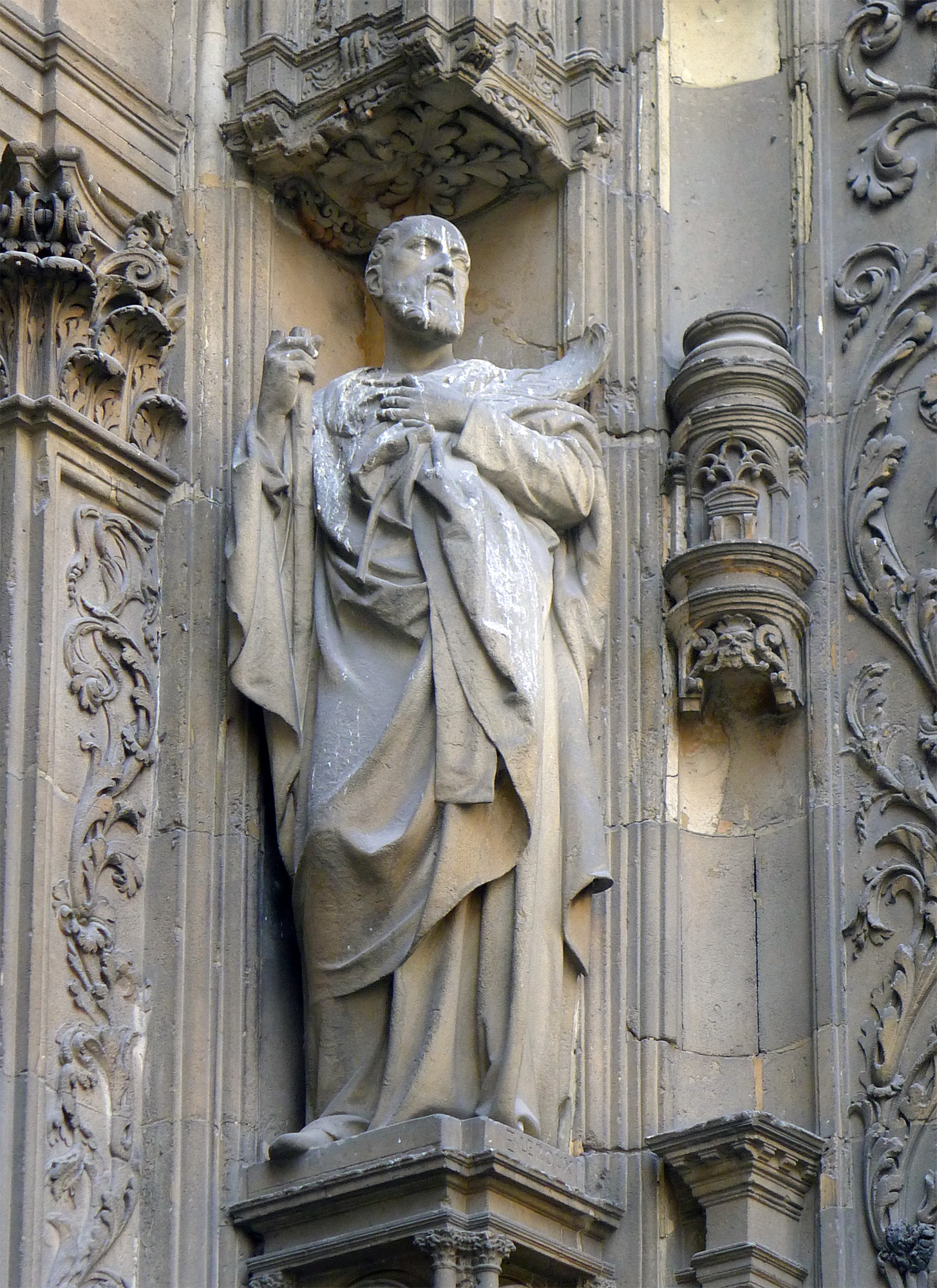
Statua di San Dionigi di Parigi

Transetto sud e la sua meridiana
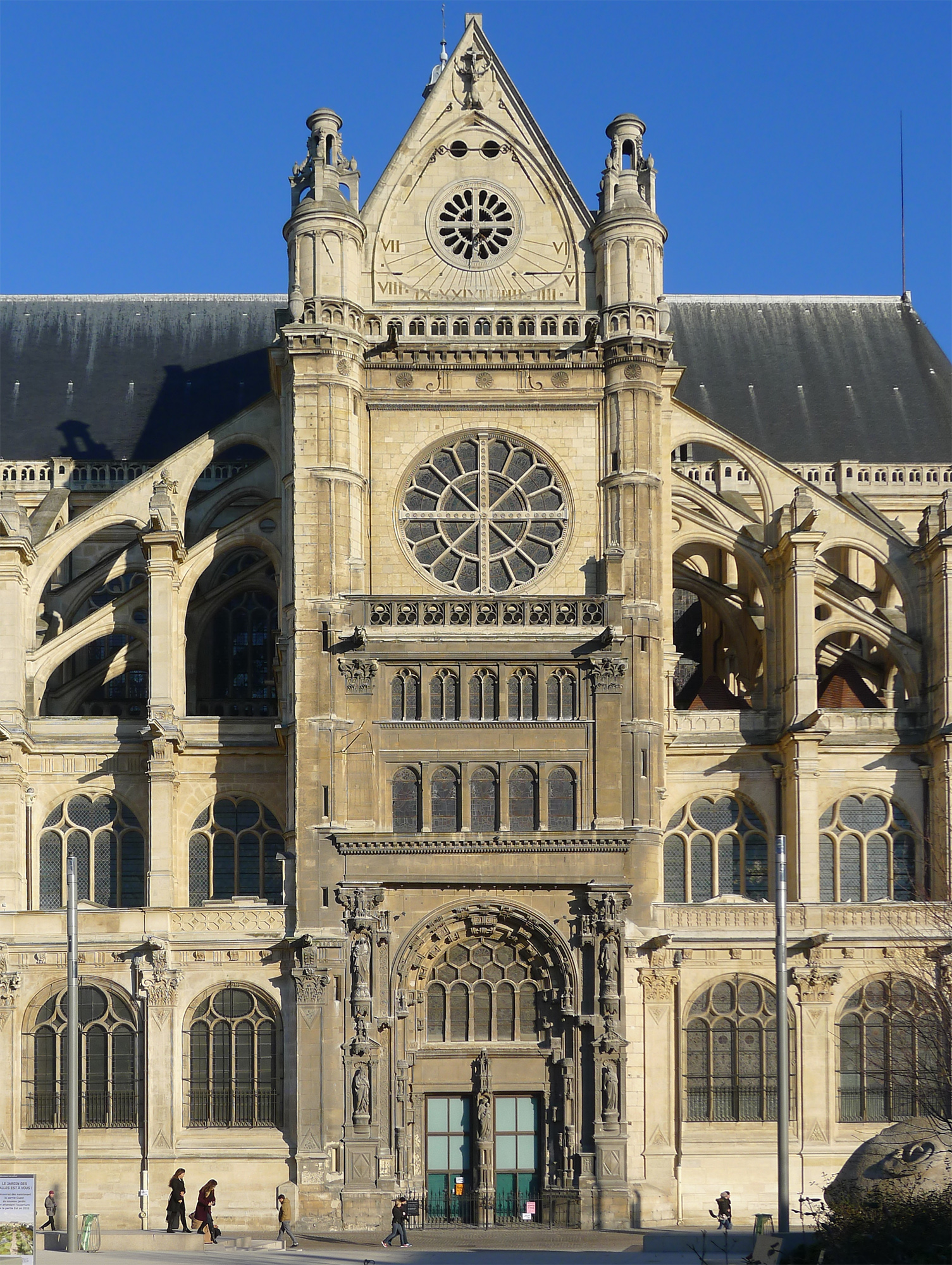
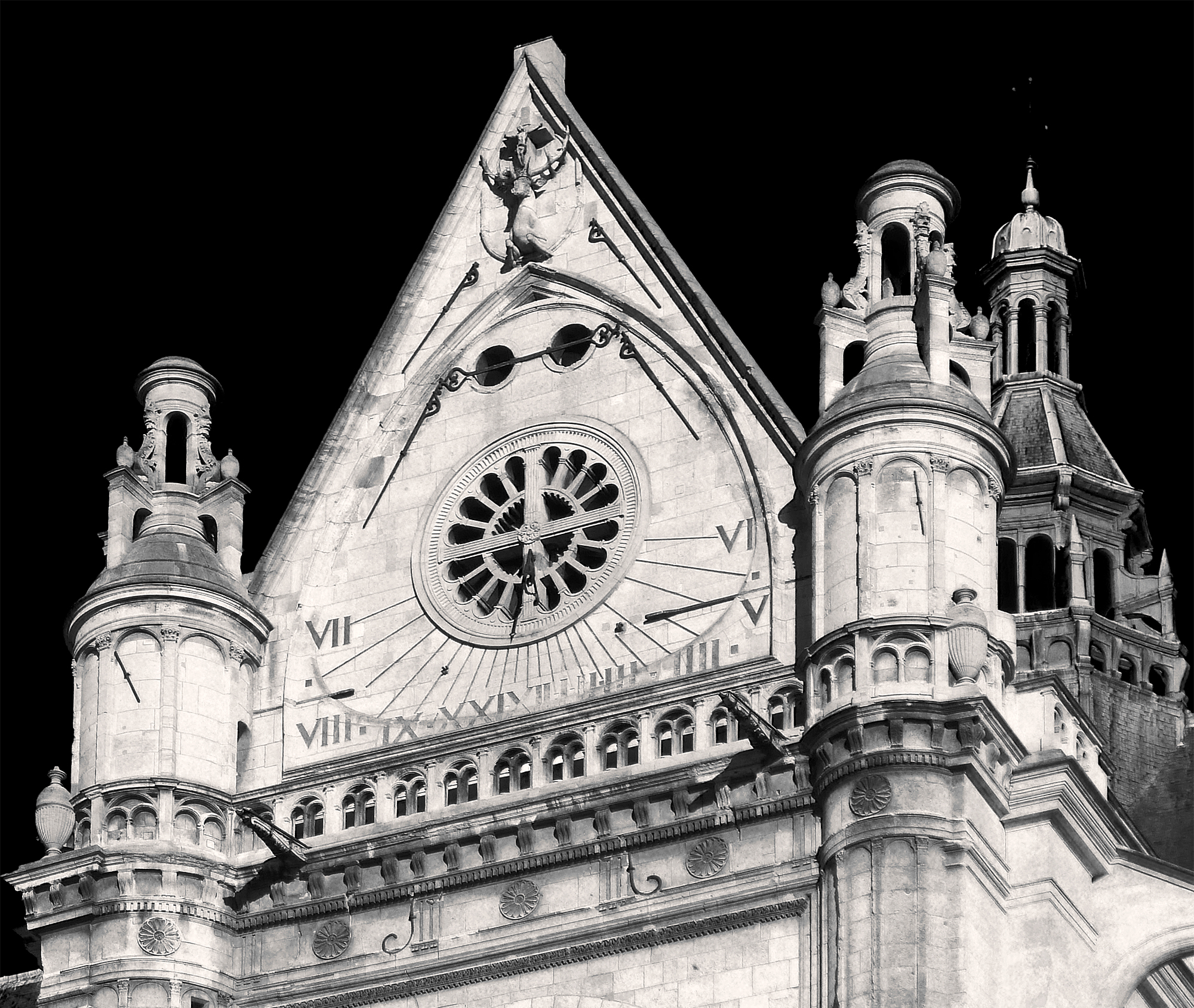

### Edificio all'interno

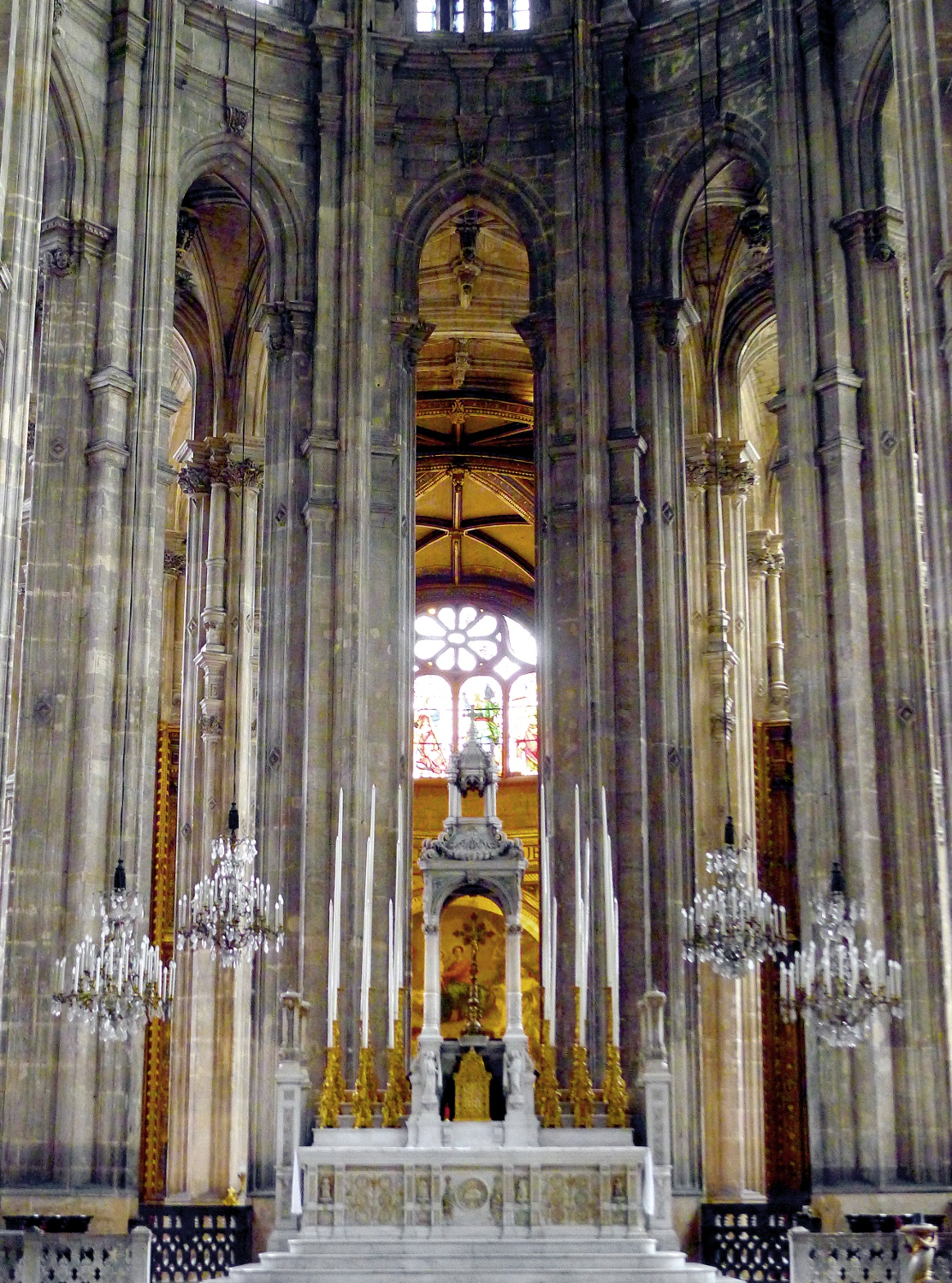
Altare
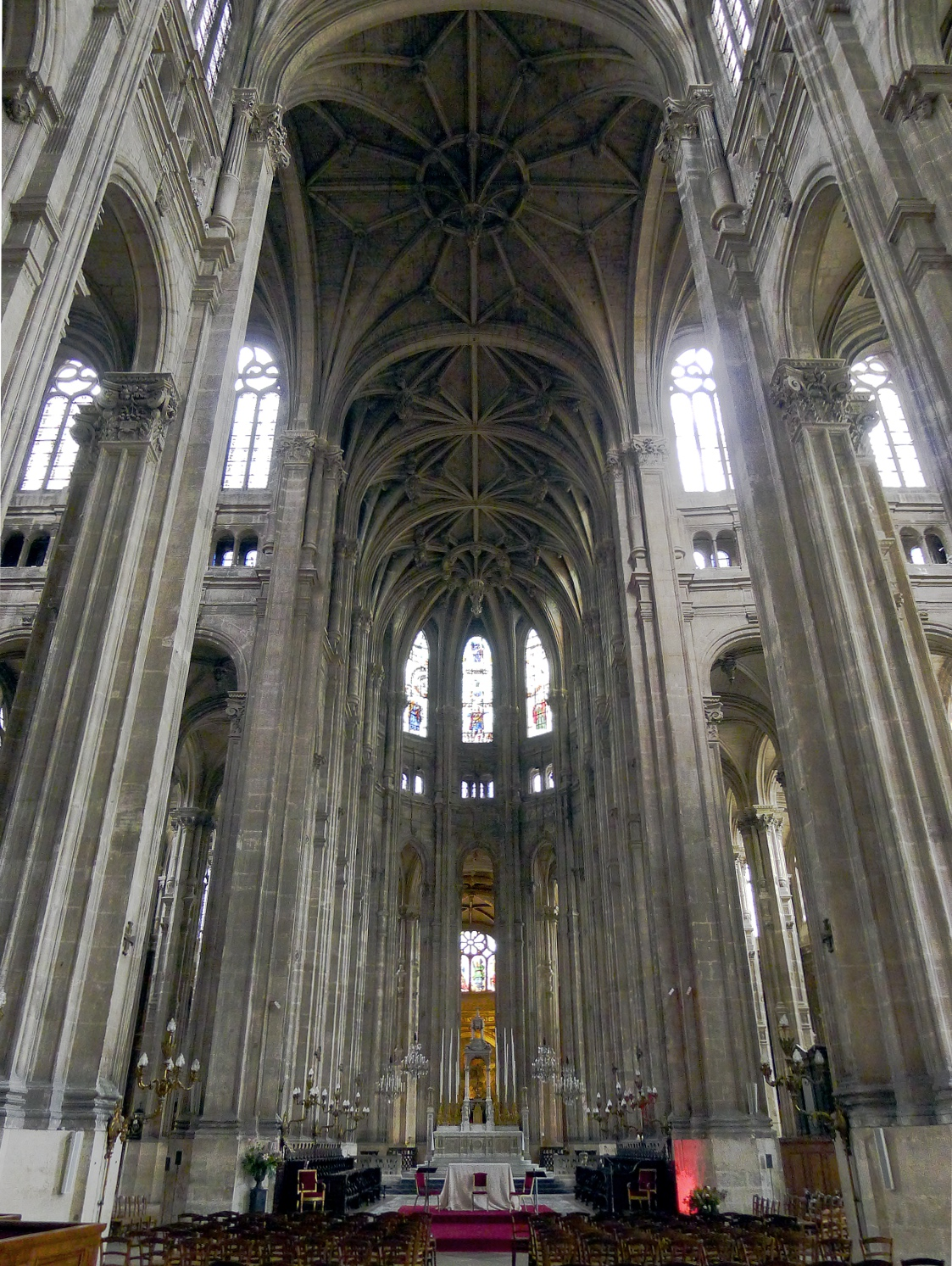
Navata e transetto
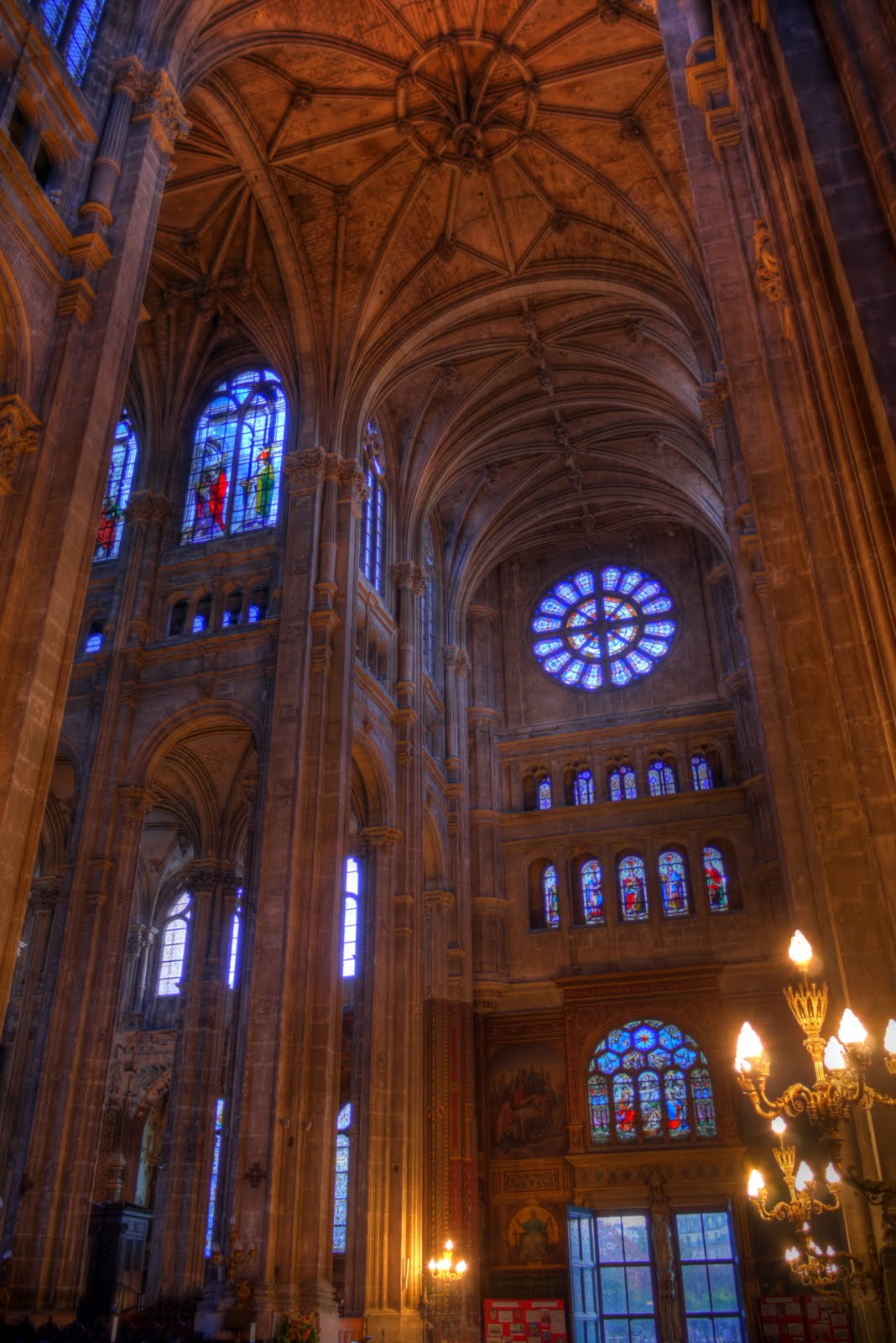
Transetto sud, resa HDR dagli archi e dalle vetrate
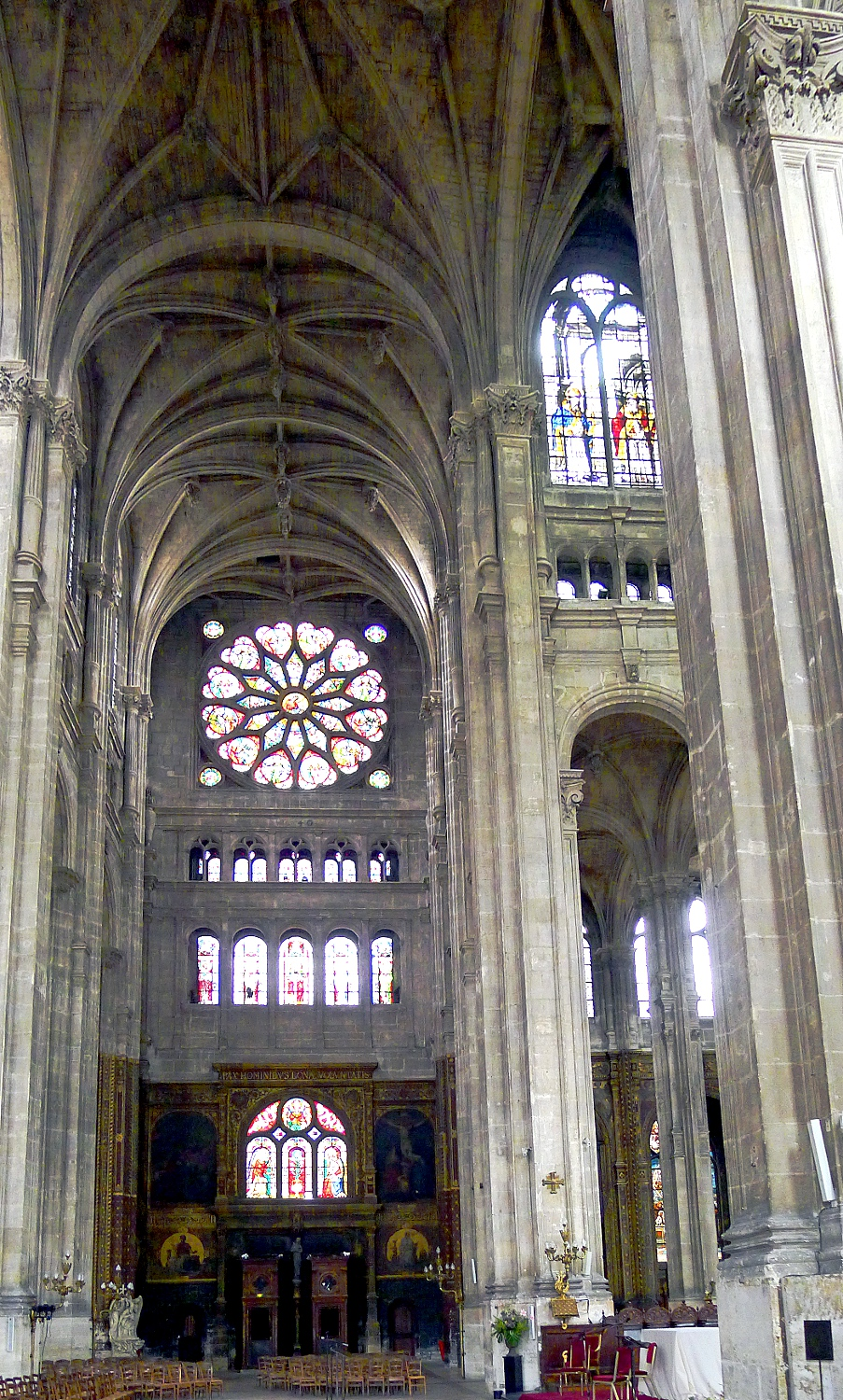
Transetto nord
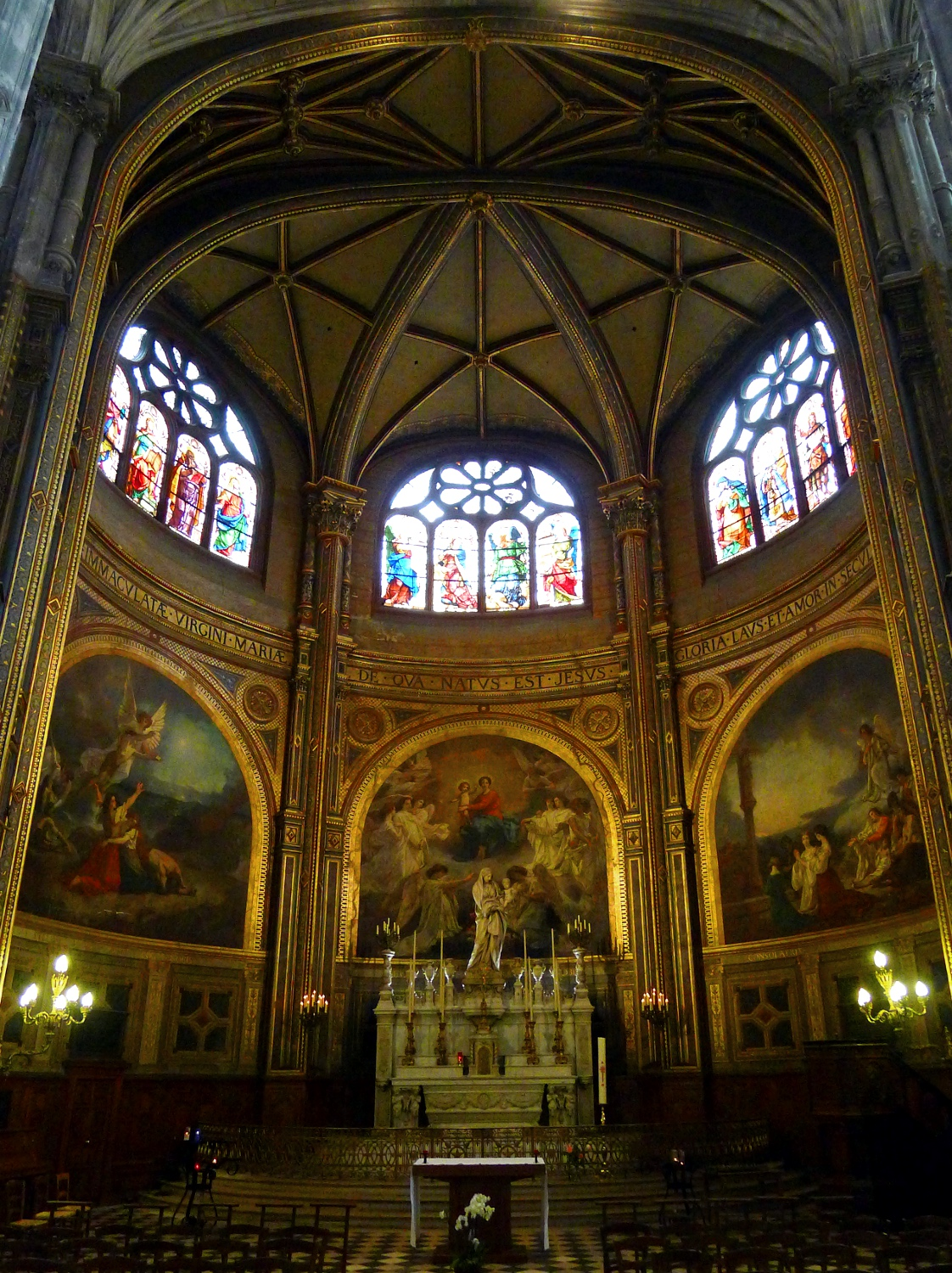
Cappella della Vergine

La cappella della Vergine fu costruita nel 1640 e poi restaurata dal 1801 al 1804; fu inaugurata da Pio VII il 22 dicembre di quell'anno affinché lui venisse a Parigi per l'incoronazione di Napoleone.
Questa cappella, con una volta a vela, possiede una scultura della Madonna di Jean Baptiste Pigalle che il pittore Thomas Couture ha abbellito con tre grandi affreschi sul tema della Vergine.
Cappelle laterali a sinistra
- Chapelle de la Rédemption
- Chapelle des Fonts baptismaux
- Chapelle Notre-Dame-des-Sept-Douleurs
- Chapelle Saint-Joseph
- Chapelle Saint-Eustache

Cappelle del deambulatorio (a sinistra)
- Chapelle des Ménardeau
- Chapelle Saint-Louis
- Chapelle Sainte-Geneviève
- Chapelle Saint-Vincent-de-Paul
- Chapelle Sainte-Madeleine
- Chapelle Saint-Pierre l'exorciste.
- Chapelle Saint-Louis-de-Gonzague

Cappella assiale
Cappelle del deambulatorio (a destra)
- Chapelle des Catéchismes
- Chapelle de ma Miséricorde
- Chapelle Saint-André
- Chapelle des Saints-Anges
- Chapelle Sainte-Anne
- Chapelle Sainte-Agnès
- Chapelle du Sacré-Cœur

Cappelle laterali a destra
- Chapelle des Âmes du Purgatoire
- Chapelle Saints-Innocents
- Chapelle Sainte-Cécile
- Chapelle du Calvaire
- Chapelle de la Ville de Paris

## Decori interni

### Decori del XVII secolo e del XVIII secolo

#### Il Martirio di Sant'Eustachio di Vouet

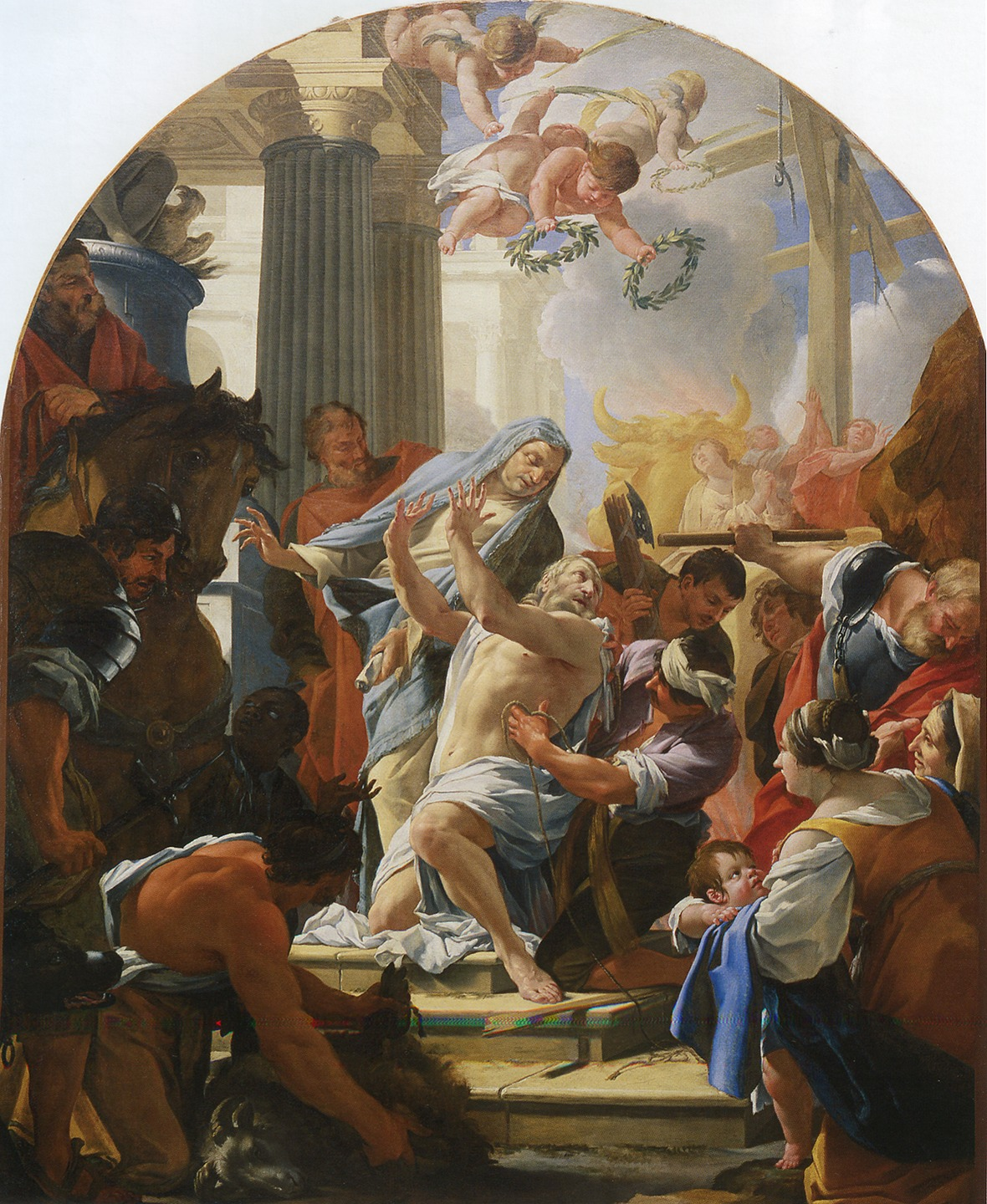
Simon Vouet, Martirio di Sant'Eustachio, 1635, pittura su tela, 300 x 260 cm

Dalla sua costruzione nel 1630, il cuore della chiesa di Sant'Eustachio è stato adornato da un altare principale, conferito dal gusto dell'epoca. Finanziato da Claude de Buillon, sovrintendente delle Finanze, questo altare principale è uno dei più grandi di Parigi. Per decorare la parte centrale, due dipinti sono stati ordinati a Simon Vouet: uno rappresenta Il Martirio di Sant'Eustachio e l'altro L'apoteosi di Sant'Eustachio. (il secondo era posizionato al di sotto del primo). Vouet, ritornato da Roma nel 1627, è quindi la figura dominante della pittura parigina. È anche l'autore dei quadri che ornano gli altari delle chiese Saint Nicola des Champs (1689), Saint Paul-Saint Louis (1639-1642) e Saint Merri (verso il 1645).
Vittima del cambiamento di gusto, l'altare architetturale della chiesa fu distrutto nel XVIII secolo. I quadri di Vouet sono tuttavia stati riutilizzati nel nuovo altare (è probabile che in questa occasione il Martirio di Sant'Eustachio, originariamente di forma rettangolare, sia divenuto rotondo). Dopo le confische rivoluzionarie, il cammino dei due quadri si separa: L'apoteosi di Sant'Eustachio è inviato nel 1809 al museo di Nantes e il Martirio di Sant'Eustachio è venduto nel 1810 al Cardinale Fesch. Quest'ultimo quadro è finalmente recuperato dalla prefettura della Senna nel 1855 per essere reso alla chiesa di Sant'Eustachio.
Il martirio di sant'Eustachio è attualmente posizionato alla fine della navata, al di sotto della porta nord. Eustachio, generale romano convertitosi al cristianesimo, ci è presentato mentre devia i suoi occhi dal dio pagano che l'imperatore Traiano gli comandava di adorare. L'imperatore lo condanna allora a essere bruciato vivo in una pentola di bronzo con sua moglie e i suoi due figli, visibili tra il fumo emanato dal braciere. Degli angioletti portano delle corone d'alloro manifestando la riconoscenza divina e anticipano l'ingresso di Eustachio e della sua famiglia presso Dio. Questo quadro, intensamente drammatico, dai colori freddi e luminosi, testimonia il culmine dello stile lirico sviluppato da Vouet al suo ritorno da Roma.

### Dipinti alle pareti
- Cappella San Giuseppe (4 travata, sinistra). Dipinti alle pareti del XVII secolo restaurati nel XIX secolo.[10]
- Cappella San Vincenzo di Paola (9 travata, sinistra). Dipinti alle pareti del XVII secolo.[11]
- Cappella Santa Maddalena (10 travata, sinistra). Dipinti alle pareti del XVII secolo.[11]
- Cappella dei Santi Angeli (9 travata, destra). Dipinti alle pareti del XVII secolo.[11]

### Vetri colorati del cuore della chiesa

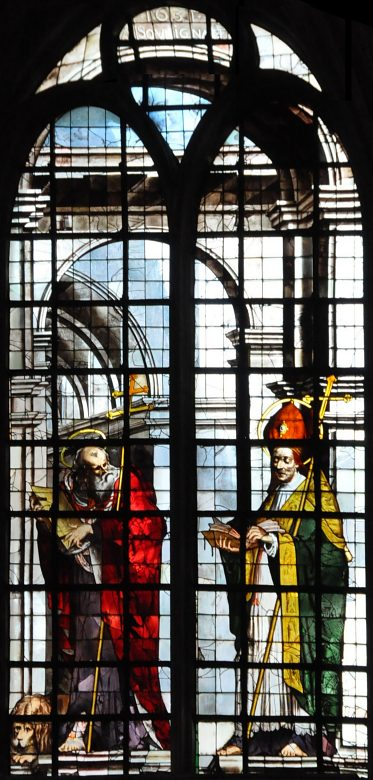
Antoine Soulignac, Saint Mathieu et Saint Germain, 1631.

Quando la costruzione della chiesa stava per terminare, all'inizio del XVII secolo, l'arte del vetro colorato era largamente in declino in Francia. Le vetrate che guarniscono le alte finestre del cuore della chiesa sono tra i rari vetri colorati di quest'epoca.
Lista delle vetrate.# San Gregorio e Sant'Agostino
1. San Bartolomeo e San Matteo
2. San Giovanni e san Giacomo il Minore
3. Sant'Andrea
4. San Piero
5. Sant'Eustachio, Sant'Agnese e il Cristo
6. San Paolo
7. San Giacomo il Maggiore
8. San Tommaso e San Filippo
9. San Simone e San Guido
10. San Germano e San Matteo

#### La tomba di Colbert

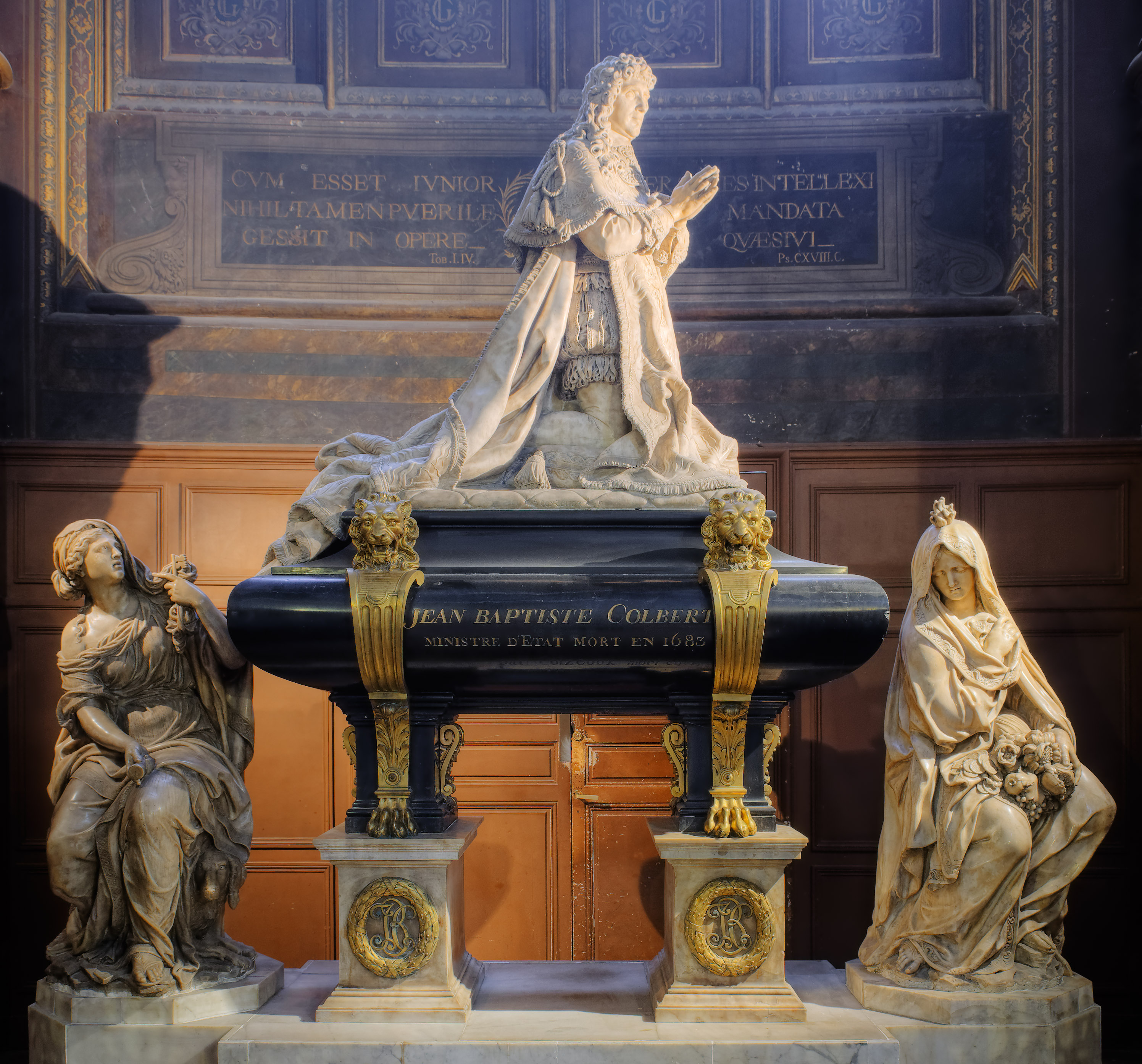
Tomba di Colbert

Alla sua morte nel 1683, Colbert fu inumato nella chiesa di Sant'Eustachio, di cui era parrocchiano. Due anni dopo, la sua vedova, Marie Charron, ordinò a due scultori Tuby e Coysevox la realizzazione di una tomba il cui disegno è fornito da Charles Le Brun. Questa tomba è collocata sotto un'arcata nella Cappella della vergine. Una statua di Colbert, in ginocchio, le mani unite, rivestito del mantello da cavaliere dell'Ordine dello Spirito Santo, è posata su un sarcofago di marmo nero. Un angelo mantiene un libro aperto davanti a lui. Il sarcofago è supportato da due alti consoli posati su una grande fondamento dove sono posizionati la Fedeltà (a sinistra) e la Fede o l'Abbondanza (a destra).
Durante la Rivoluzione, la tomba di Colbert fu smantellata e i suoi principali elementi furono confiscati, poi esposti al Museo dei monumenti francesi. La statua dell'angelo era scomparsa al momento dello smantellamento. Nel 1817, i principali elementi della tomba furono resi alla chiesa di Sant'Eustachio e installati in un nuovo luogo, la cappella di San Luigi Gonzaga, dove sono attualmente.

#### Dipinti e sculture

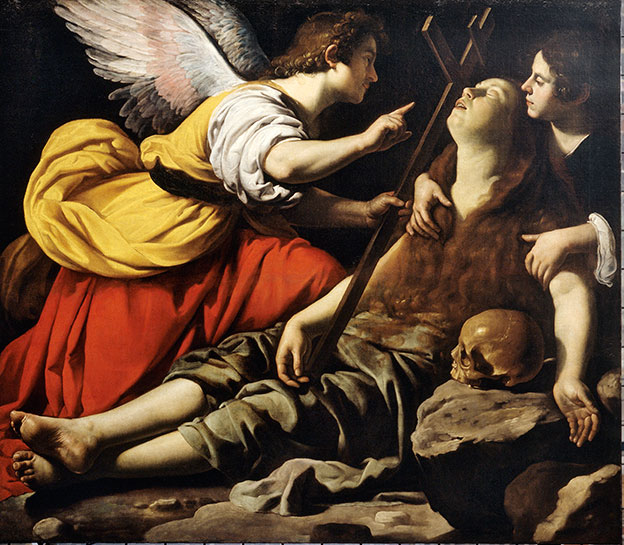
Rutilio Manetti, L'Extase de la Madeleine, verso il 1625, olio su tela, 130 cm x 160 cm.

La chiesa ospita inoltre due quadri di pittori italiani rari nelle collezioni francesi: Santi di Tito e Rutilio Manetti. Il dipinto di Santi di Tito, Tobia e l'angelo, si trova nella terza cappella del deambulatorio. All'origine, questo quadro ornava la sacrestia della Basilica di San Marco a Firenze. Inviato a Vienna durante uno scambio tra l'Imperatore d'Austria e il Granduca di Toscana nel 1792-1793, fece parte delle opere d'arte sequestrate nel 1809 in Austria da Vivant Denon, direttore del Museo del Louvre, e fu finalmente collocato nella chiesa di Sant'Eustachio nel 1811. Il quadro di Mantetti, L'estasi della Maddalena, si trova nella quinta cappella del deambulatorio.
- I Pellegrini di Emmaus[17] anticamente concessi a Rubens e attualmente considerati come una copia di un originale andato perso.
- La deposizione di Cristo[18], copia di un'opera di Luca Giordano conservata al Muséé de l'Ermitage.
- Una copia[19] (parziale) di Alexandre-François Caminade di un quadro di Domenichino, Il Martirio di Sant'Agnese, si trova al di sotto della porta, in fondo alle navate laterali sud. L'originale, dipinto verso il 1620 per il convento di Sant'Agnese di Bologna, fu sequestrato durante la campagna d'Italia e poi esposto al Museo del Louvre. Fu lì che la Caminade ne fece una copia, comprata nel 1808 dal curato di Sant'Eustachio. Il dipinto di Domenichino, restituito alla fine dell'Impero, è attualmente esposto alla Pinacoteca Nazionale di Bologna.
- Vergine e bambino di Pigalle (1748).

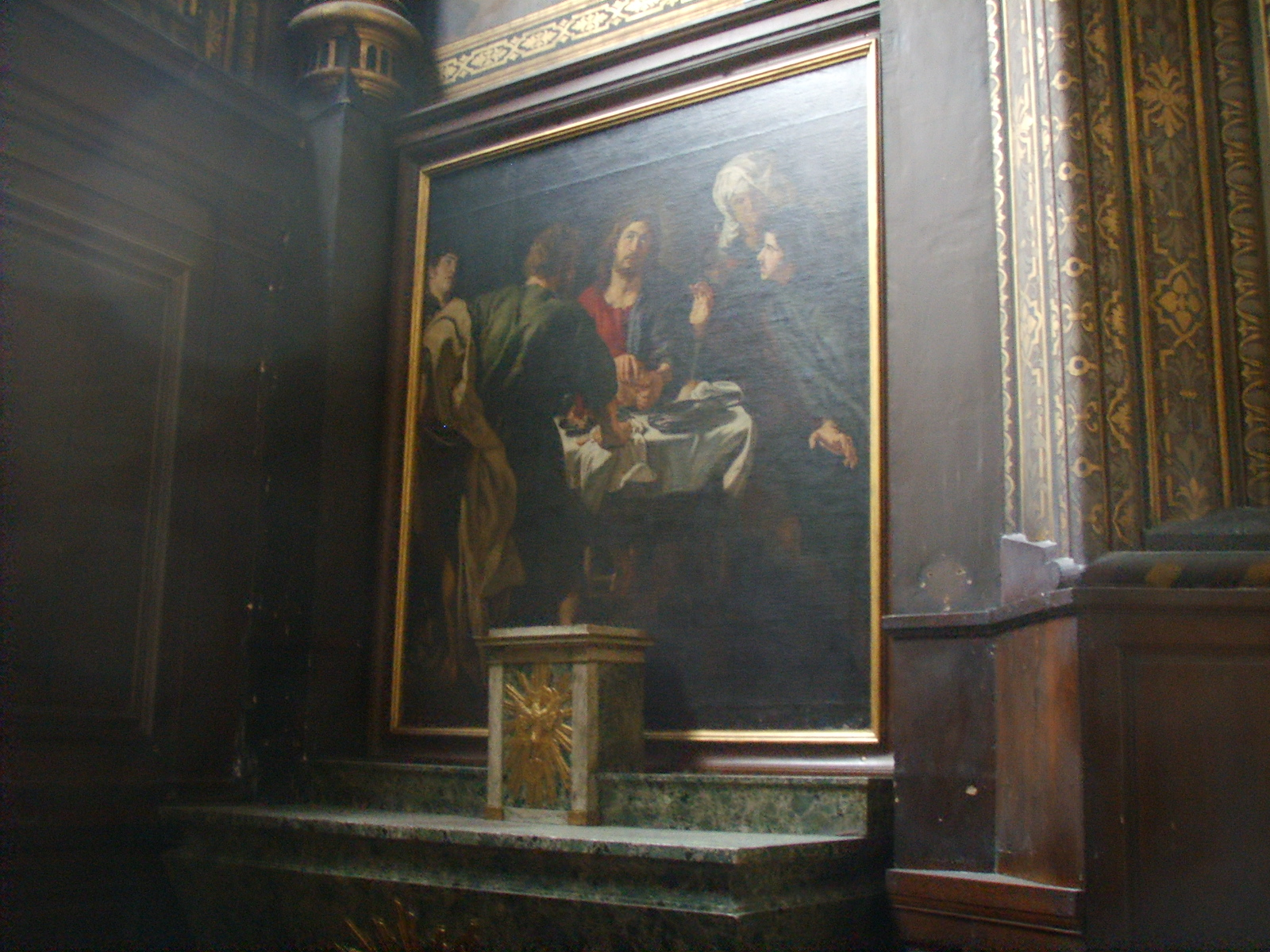
I discepoli di Emmaus di Pierre Paul Rubens
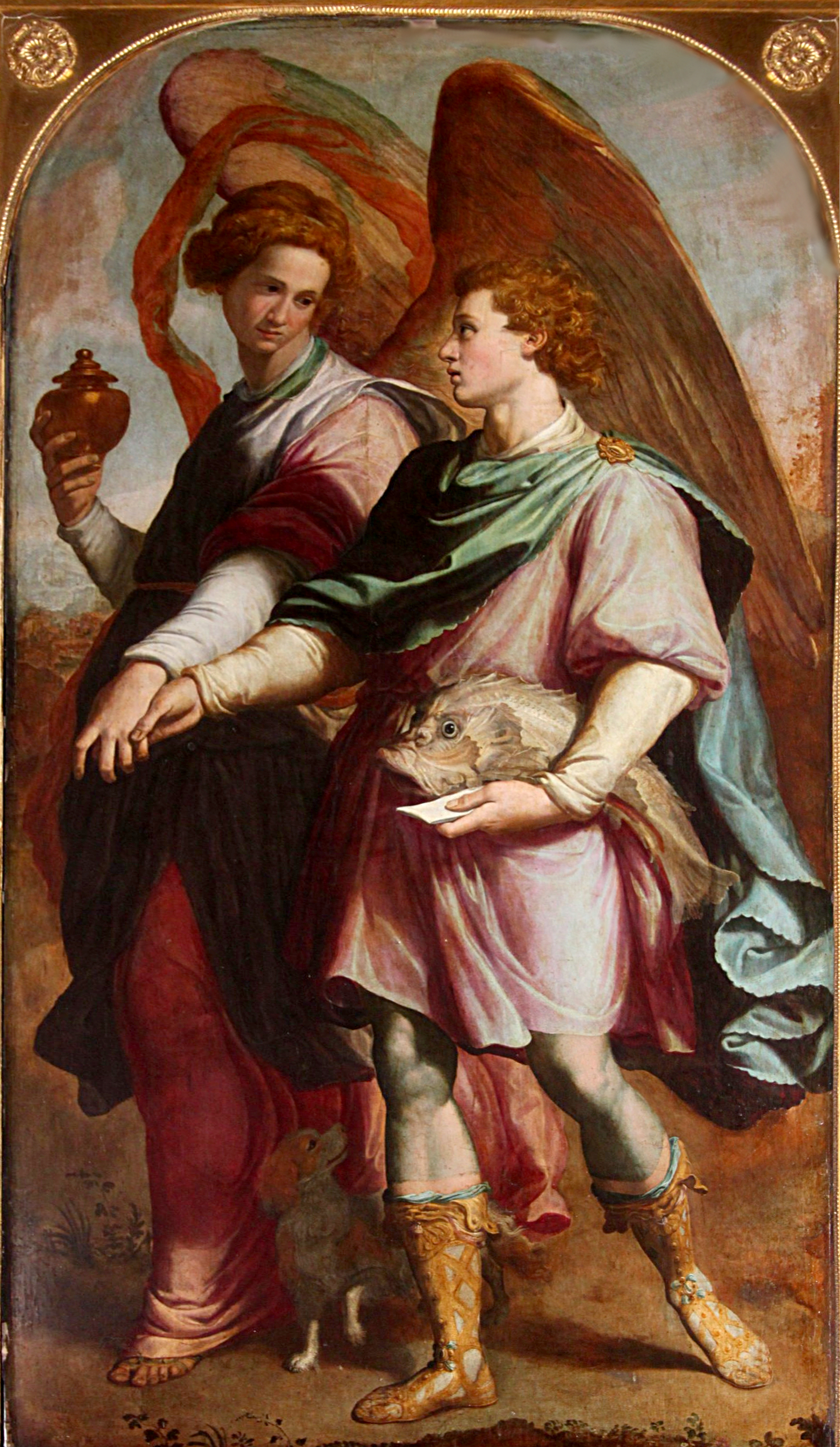
Santi di Tito Tobia e l'angelo

### Decori del XIX secolo

#### Mobili disegnati da Baltard
Dal 1842 al 1860, l'architetto Victor Baltard, supervisionò la restaurazione della chiesa. Nel 1842, fu incaricato di progettare un nuovo altare maggiore, dopo l'incendio del 1844, che distrusse le prime tre travi della chiesa, Beltard disegnò il bozzetto di un nuovo organo e di una nuova tribuna.

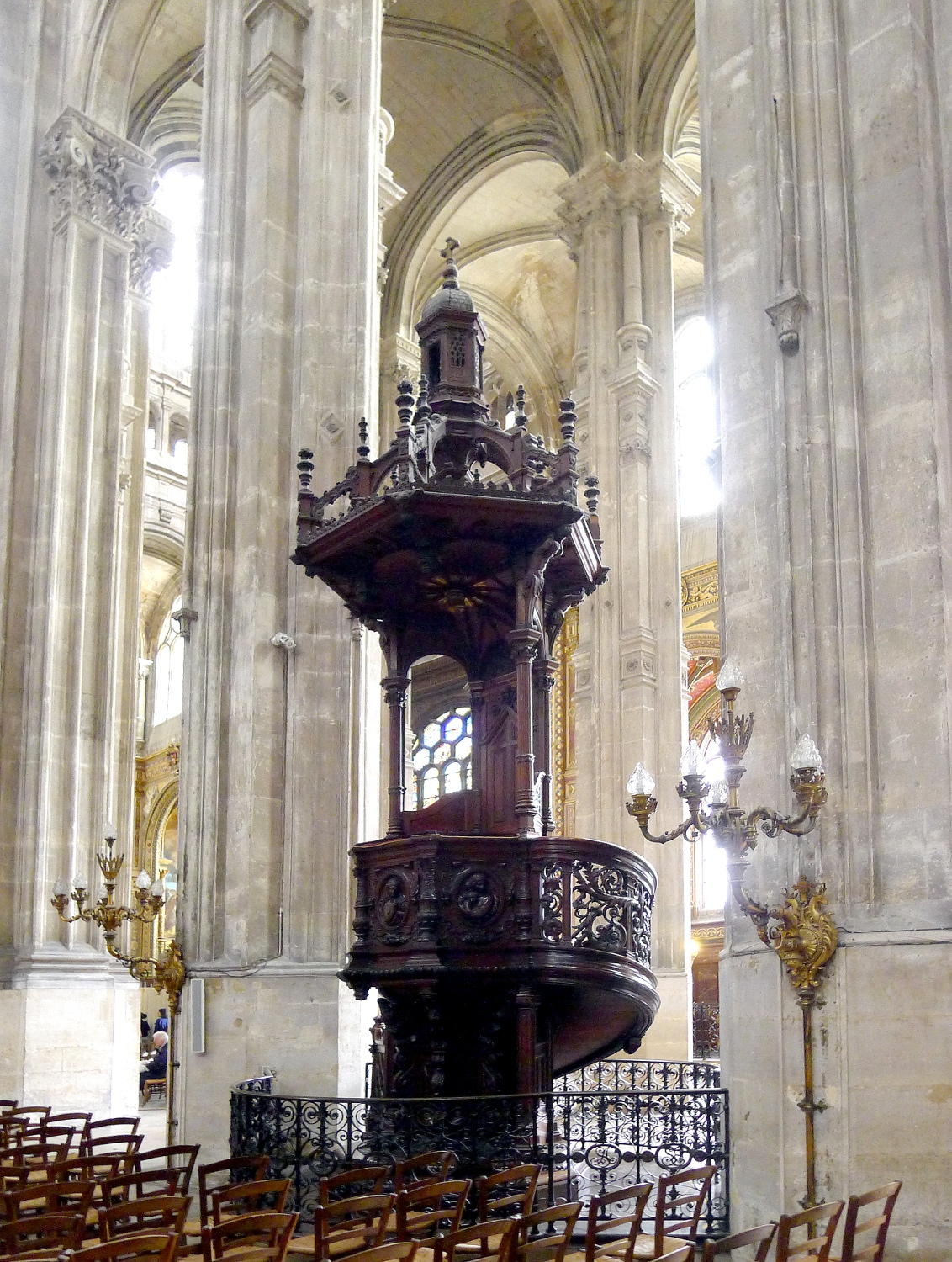

#### Dipinti alle pareti
Nel 1850, un vasto insieme di decorazione delle cappelle fu incominciato. Numerosi artisti, tra cui antichi laureati del Prix de Rome, vi parteciparono. La chiesa di Sant'Eustachio offre di fatto uno straordinario panorama della pittura religiosa del XIX secolo.
- Cappella della Redenzione

Pitture di Auguste-Barthélemy Glaize
- Cappella Nostra Signora dei sette dolori

Pitture di Léon Riesener
- Cappella di Sant'Eustachio

Pitture di Alphonse Le Hénaff
- Cappella San Luigi

Pitture di Félix-Joseph Barrias
- Cappella Santa Genoveffa

Pitture di Auguste Pichon
- Capella San Piero l'esorcista

Pitture di Pierre Claude François Delorme
- Cappella San Luigi da Gonzaga

Pitture di Jean-Louis Bézard
- Cappella dei catechismi

Pitture di Emile Signol
- Cappella Sant'Andrea

Pitture di Isidore Pils
- Cappella Sant'Anna

Pitture di Hippolyte Lazerges
- Capella Sant'Agnese

Pitture di Théophile Vauchelet
- Cappella del Sacro Cuore

Pitture di Charles-Philippe Larivière
- Cappella delle anime del Purgatorio

Scultura di Antoine Étex
- Cappella Santi Innocenti

Scultura di Henry de Triqueti
La decorazione della cappella della Vergine è affidata a Thomas Couture
Pitture di Thomas Couture

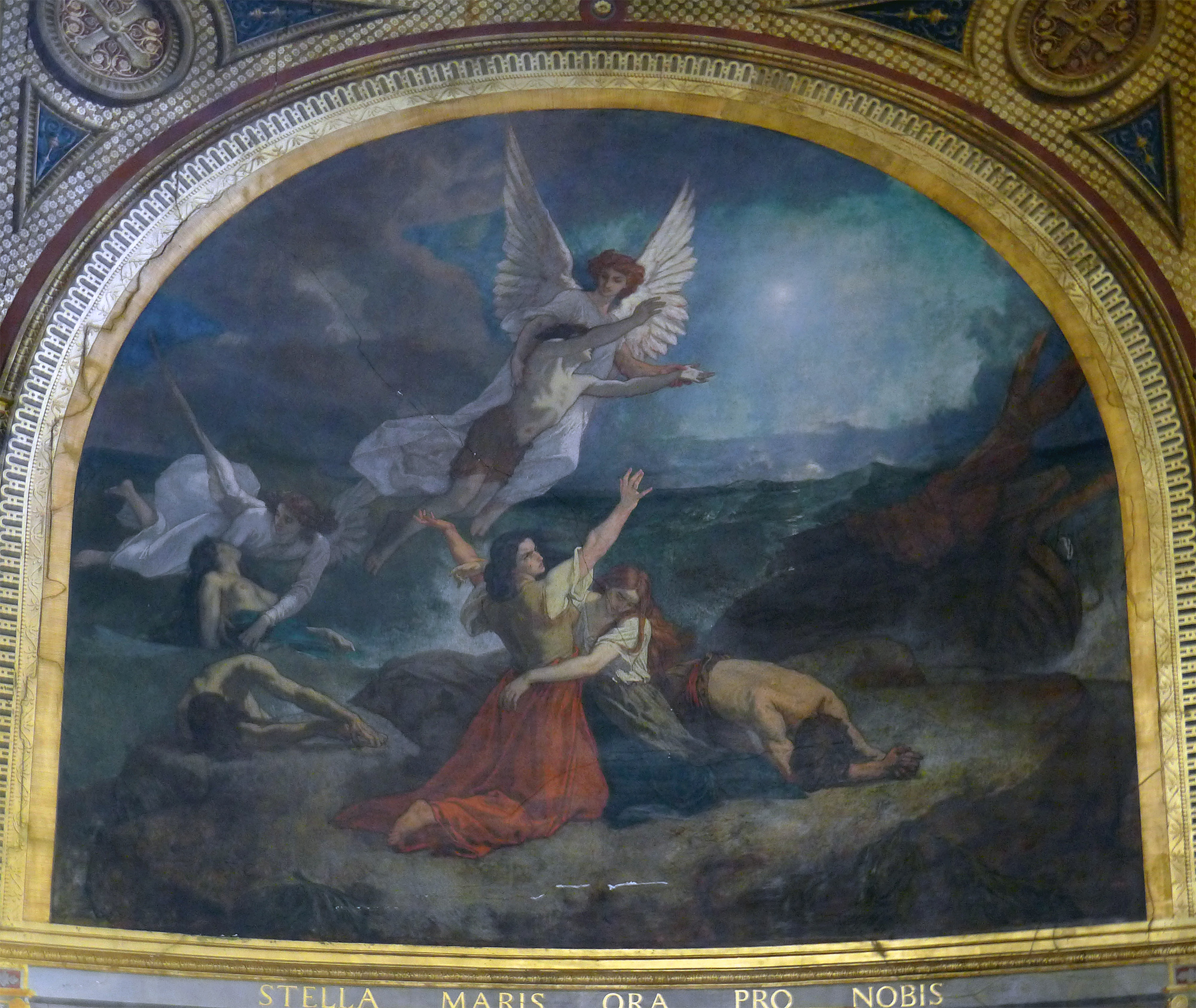
Pannello di sinistra: «La vergine stella dei marinai»
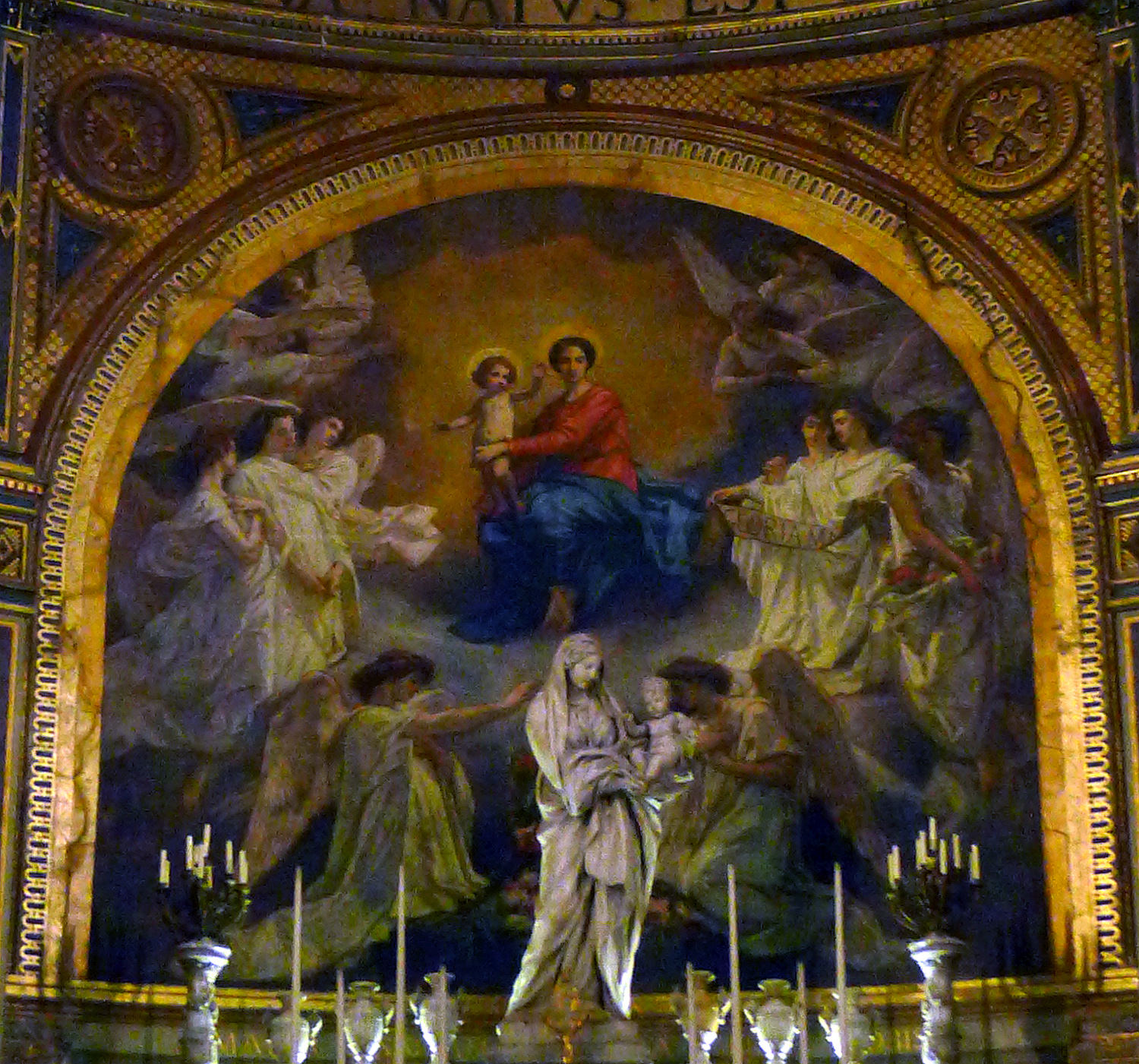
Pannello centrale: «La vergine trionfante adorata dagli angeli»
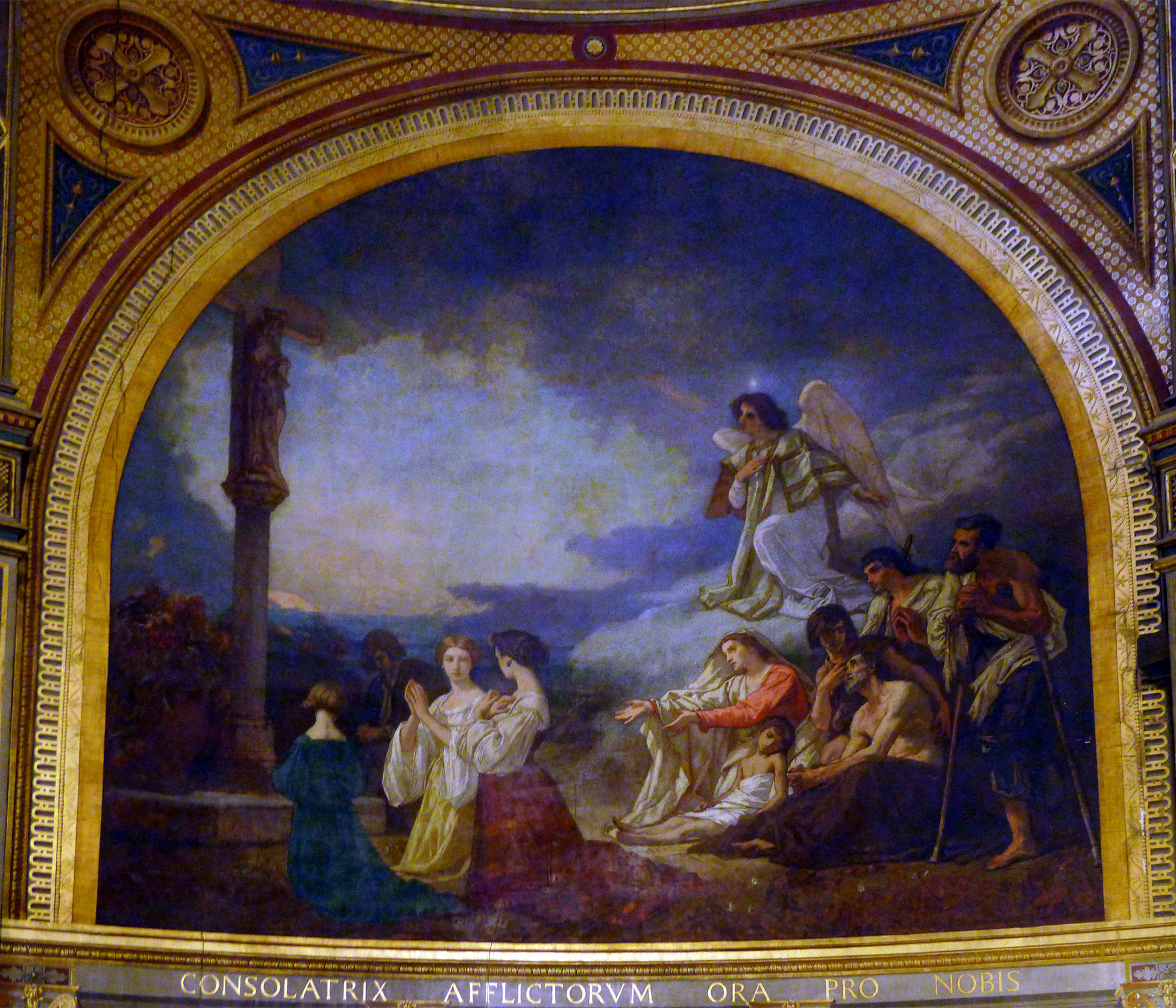
Pannello di destra: «La vergine consolatrice degli affranti»

Sculture

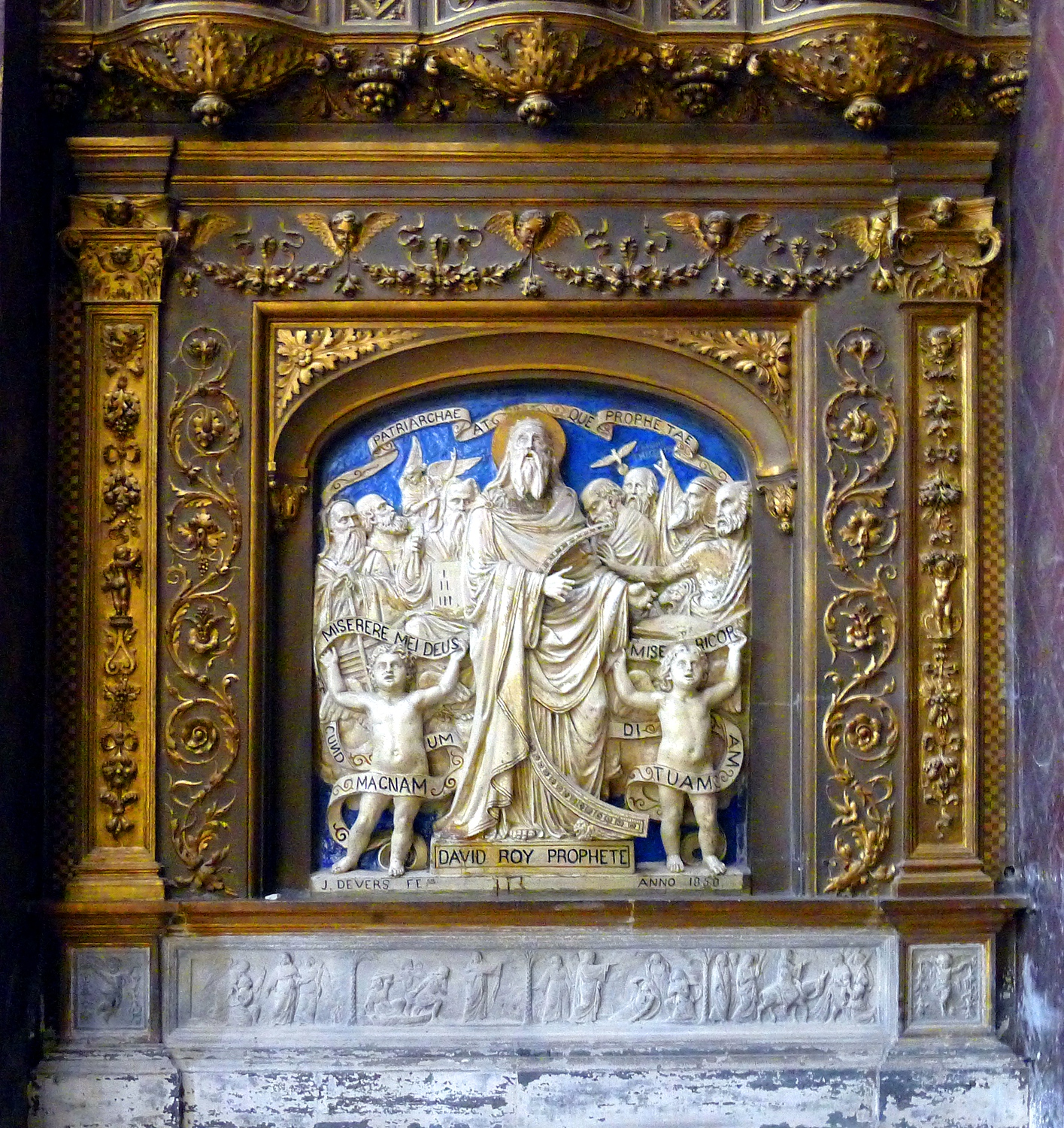
Alto rilievo "Re Davide profeta" (1850)
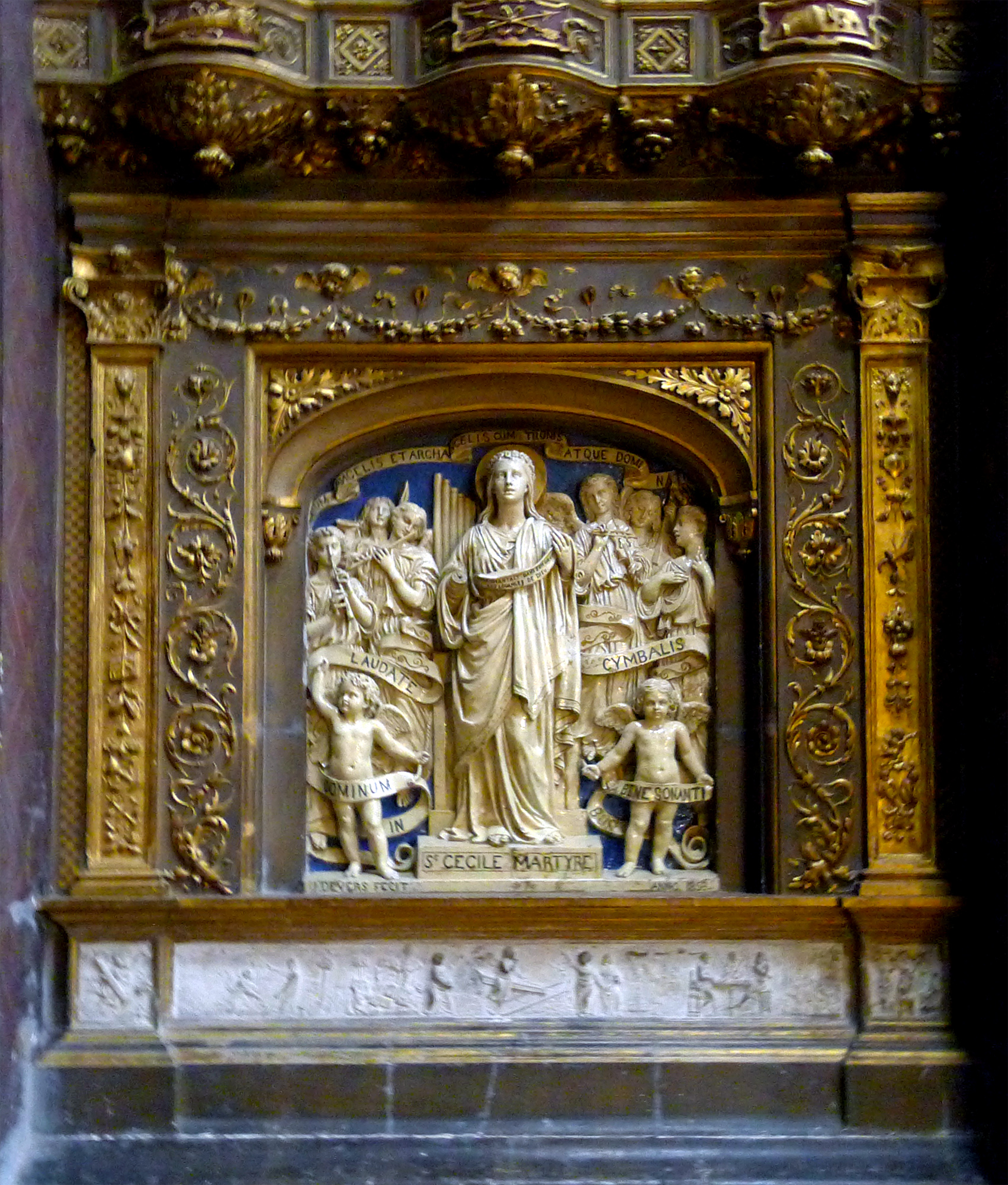
Halto rilievo "Santa Cecilia Martire"
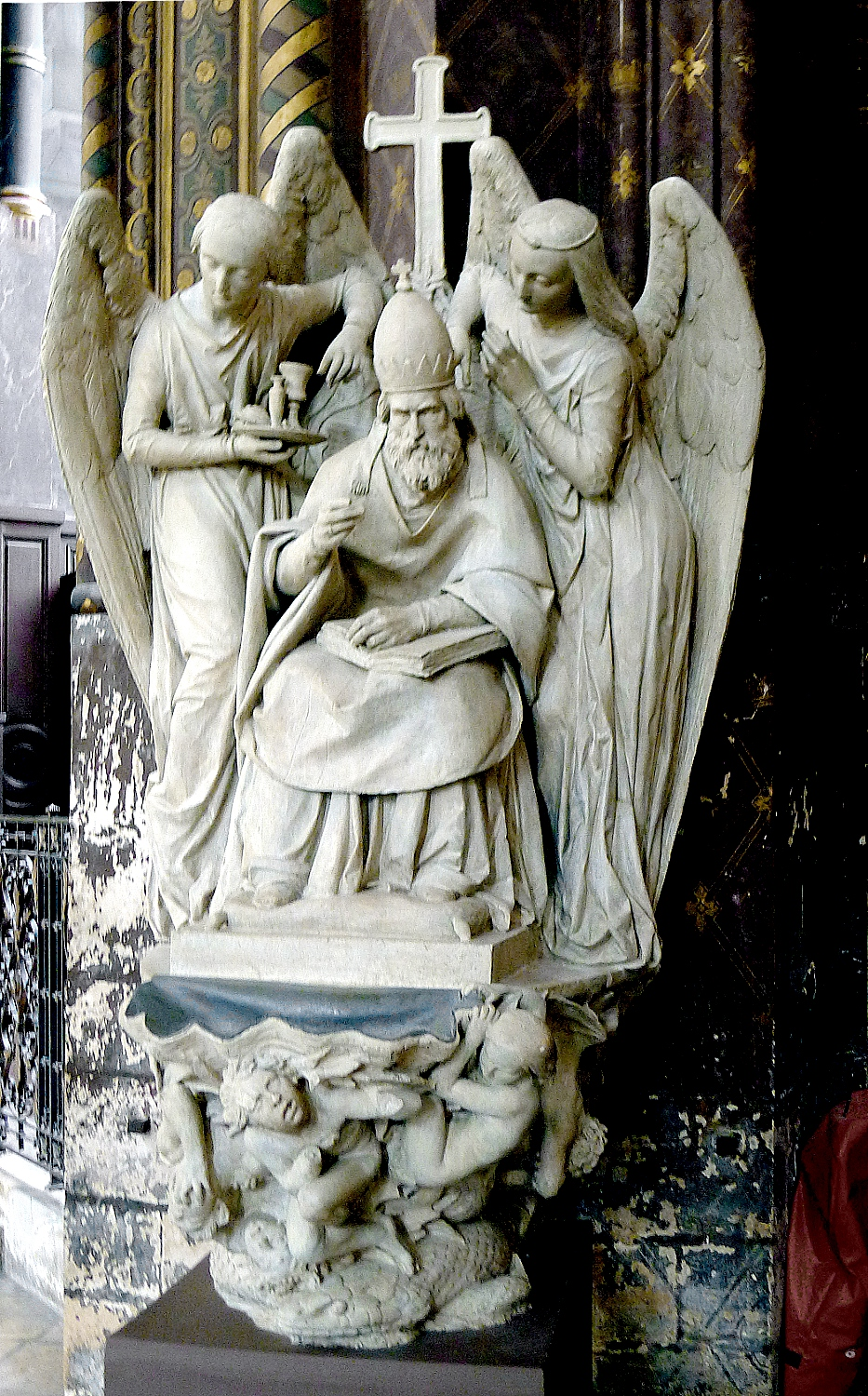
Acquasantiera in intonaco, "Il papa Alessandro II istituisce l'uso dell'acqua benedetta" (1834)
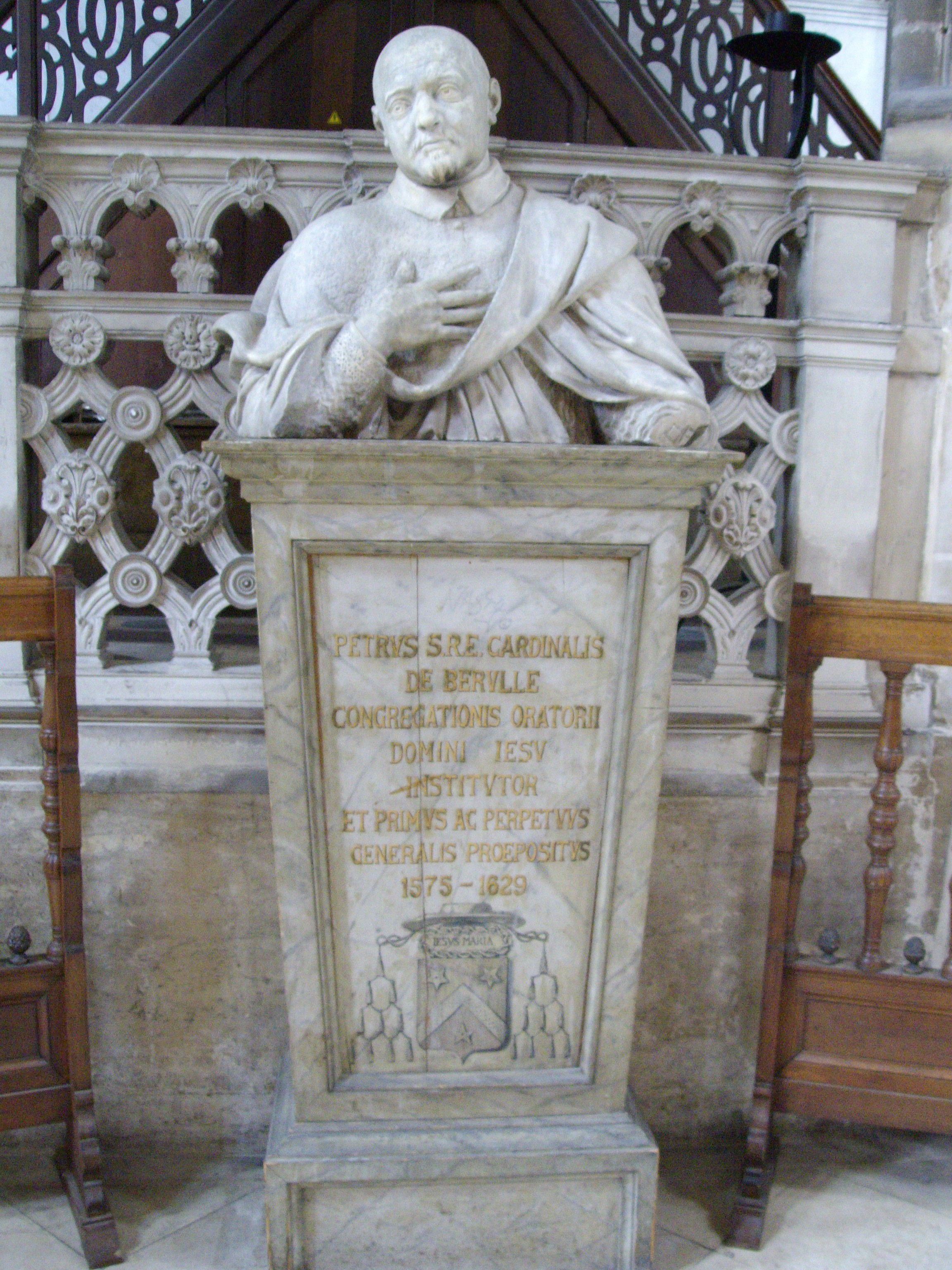
Busto di Pierre de Bérulle
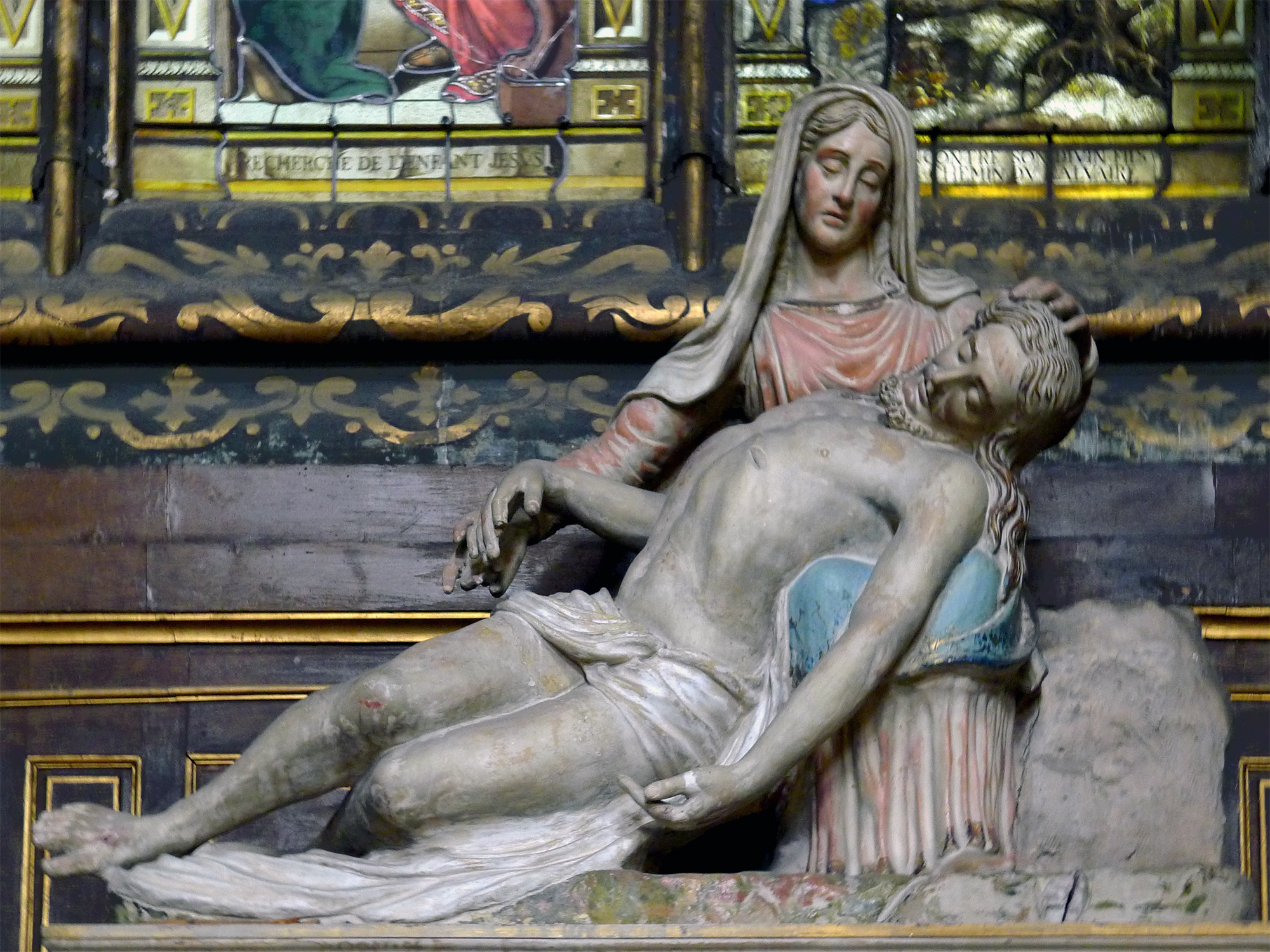
Vergine della Pietà

Vetrate

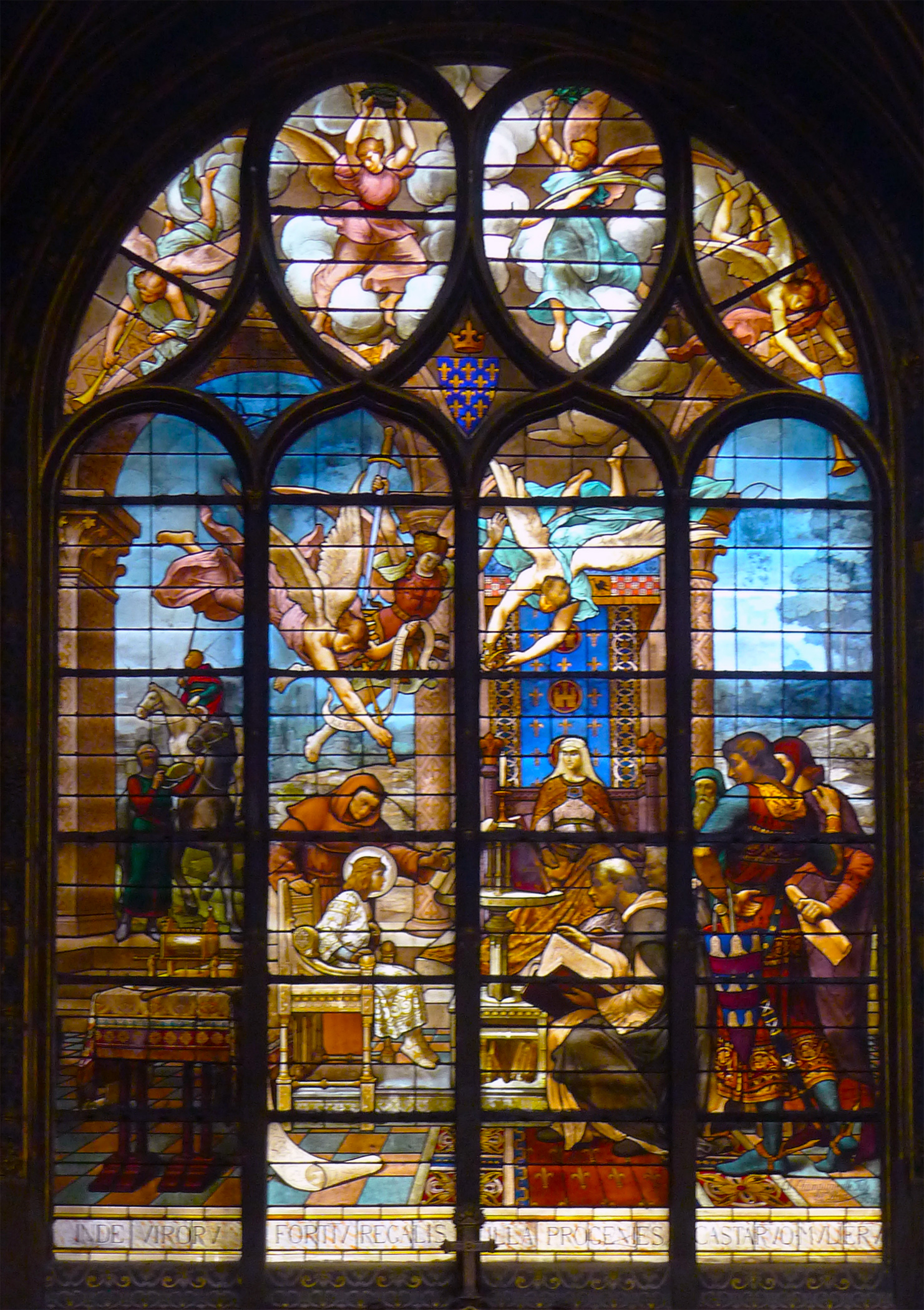
L'educazione di Luigi XI (cappella S.Luigi)
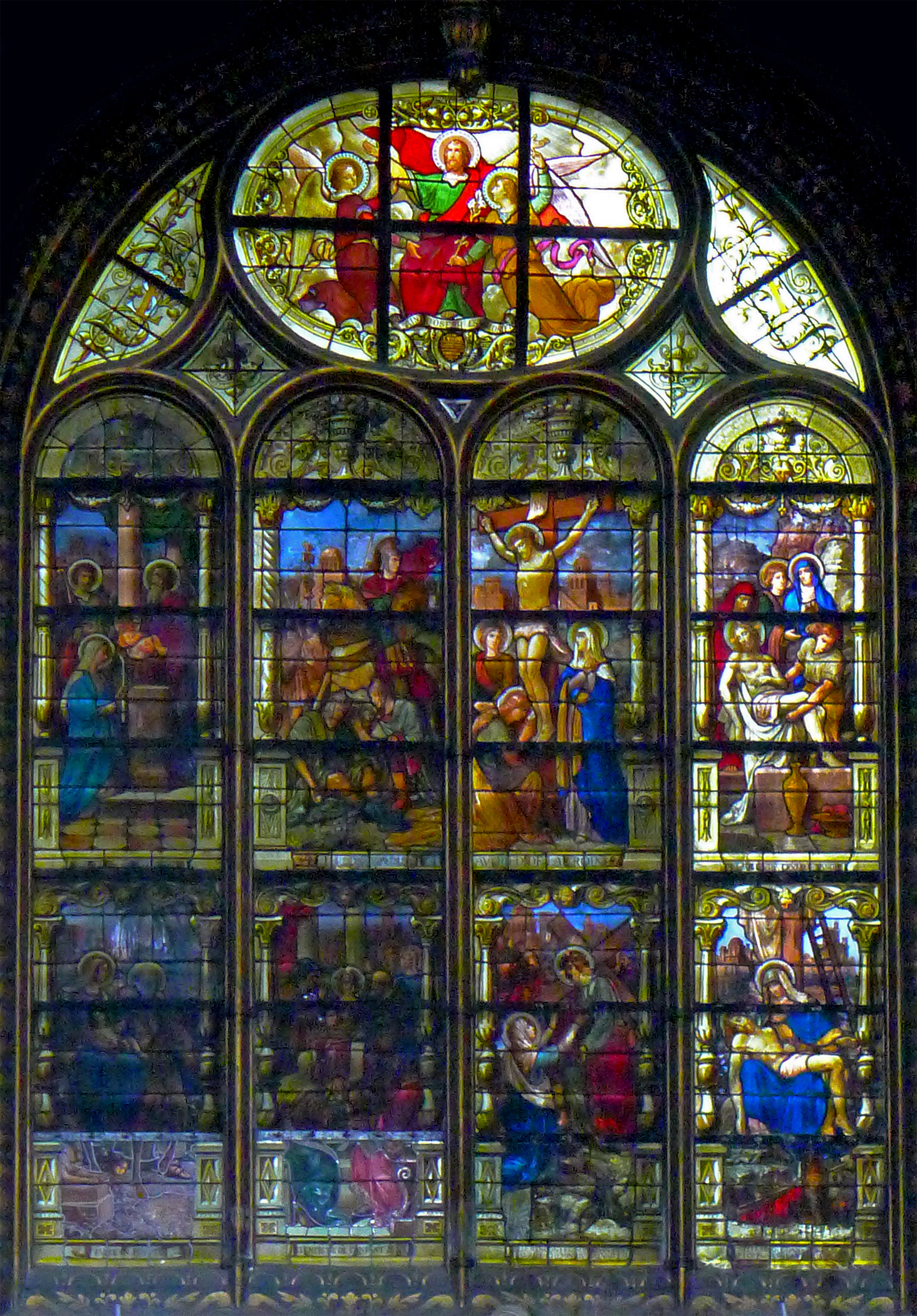
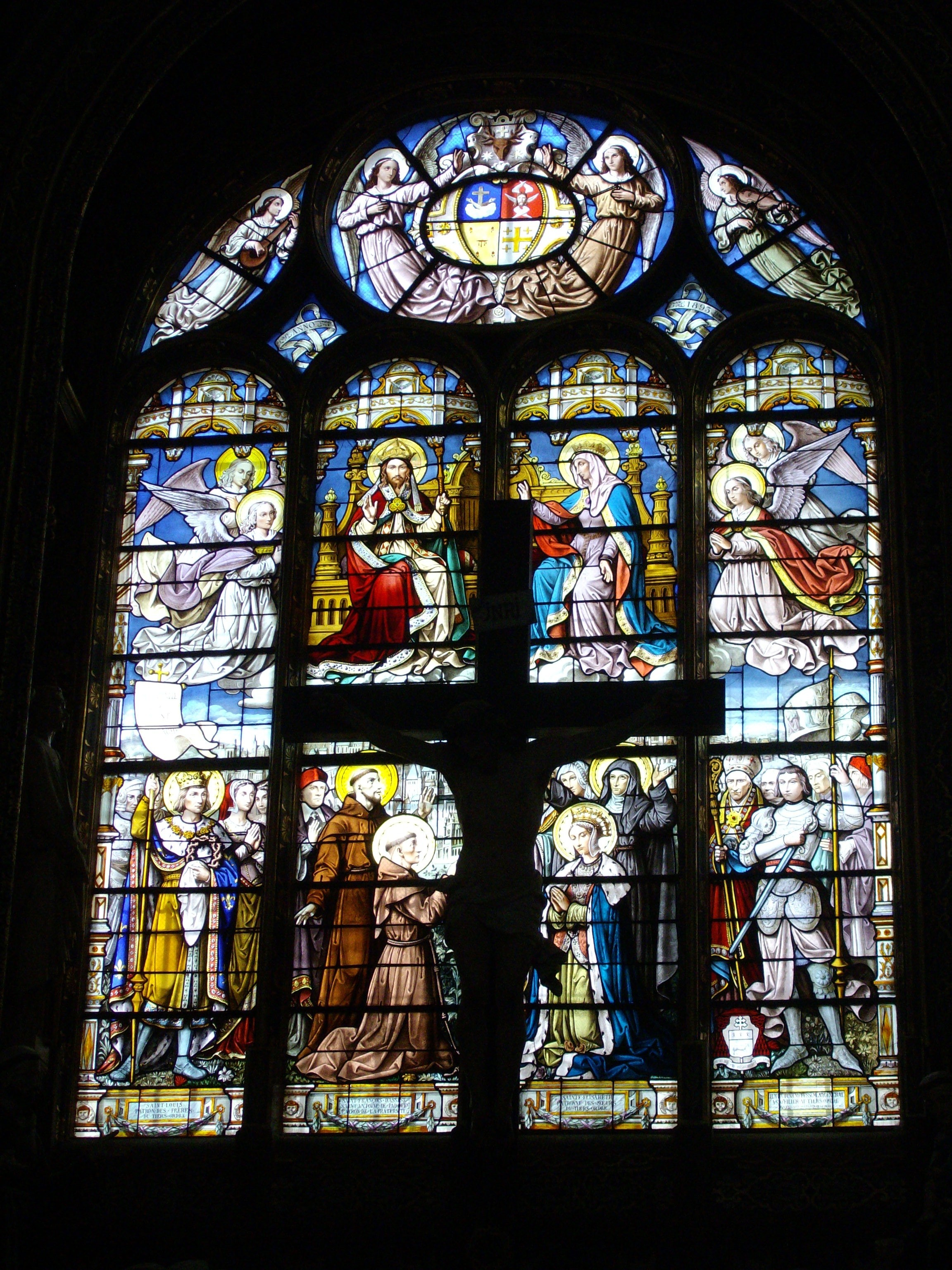
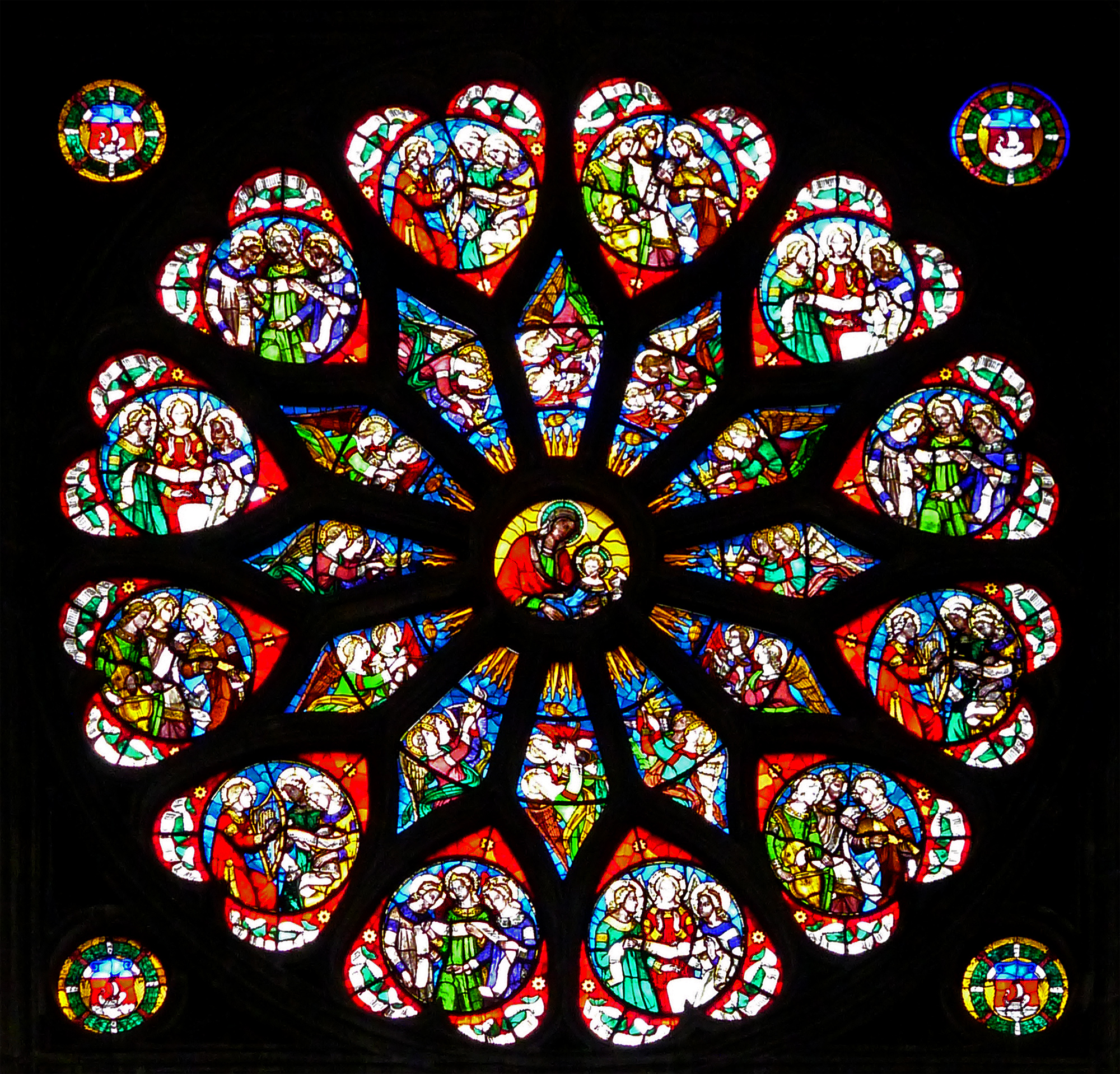
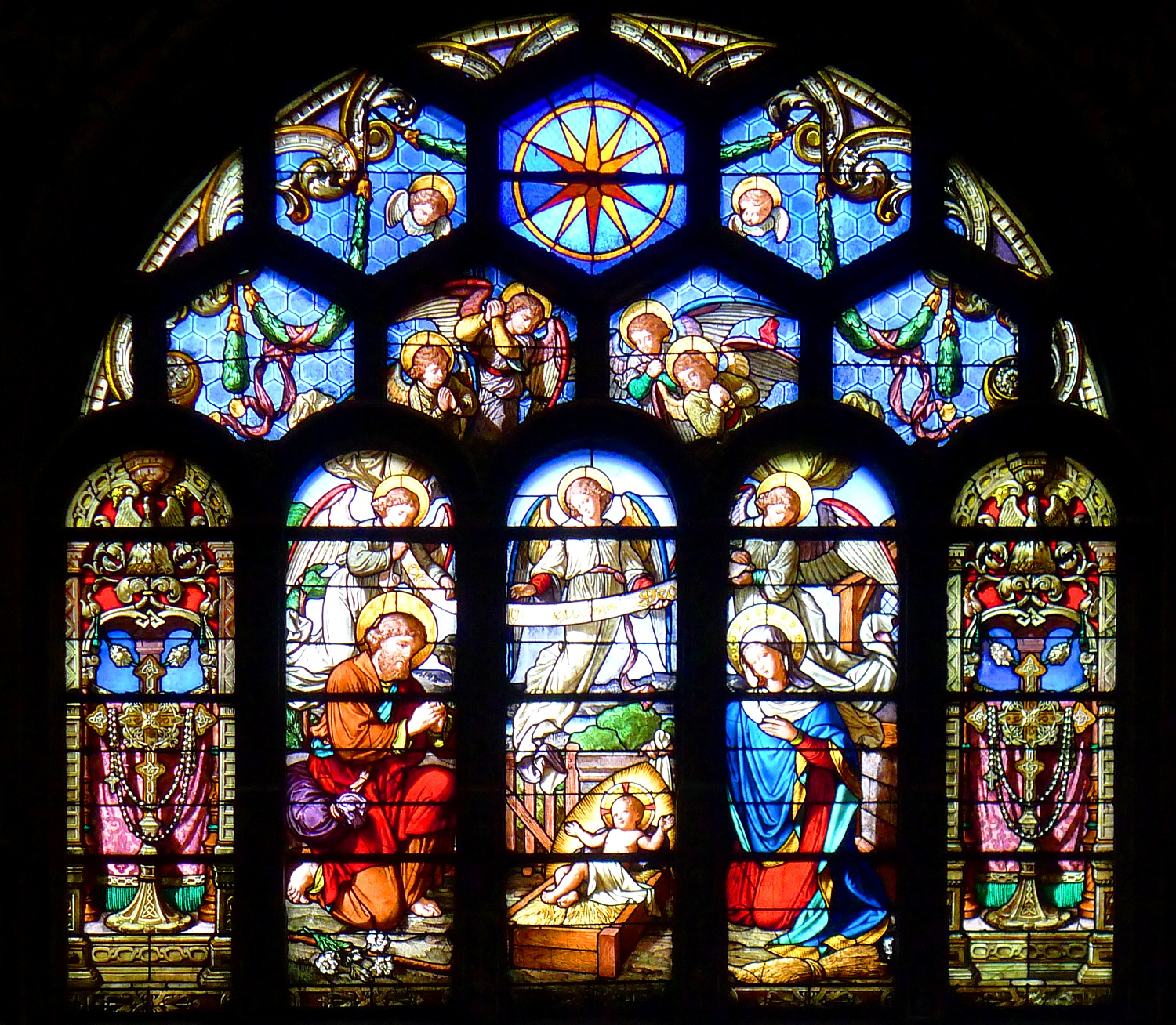
vetrata della transenna sud
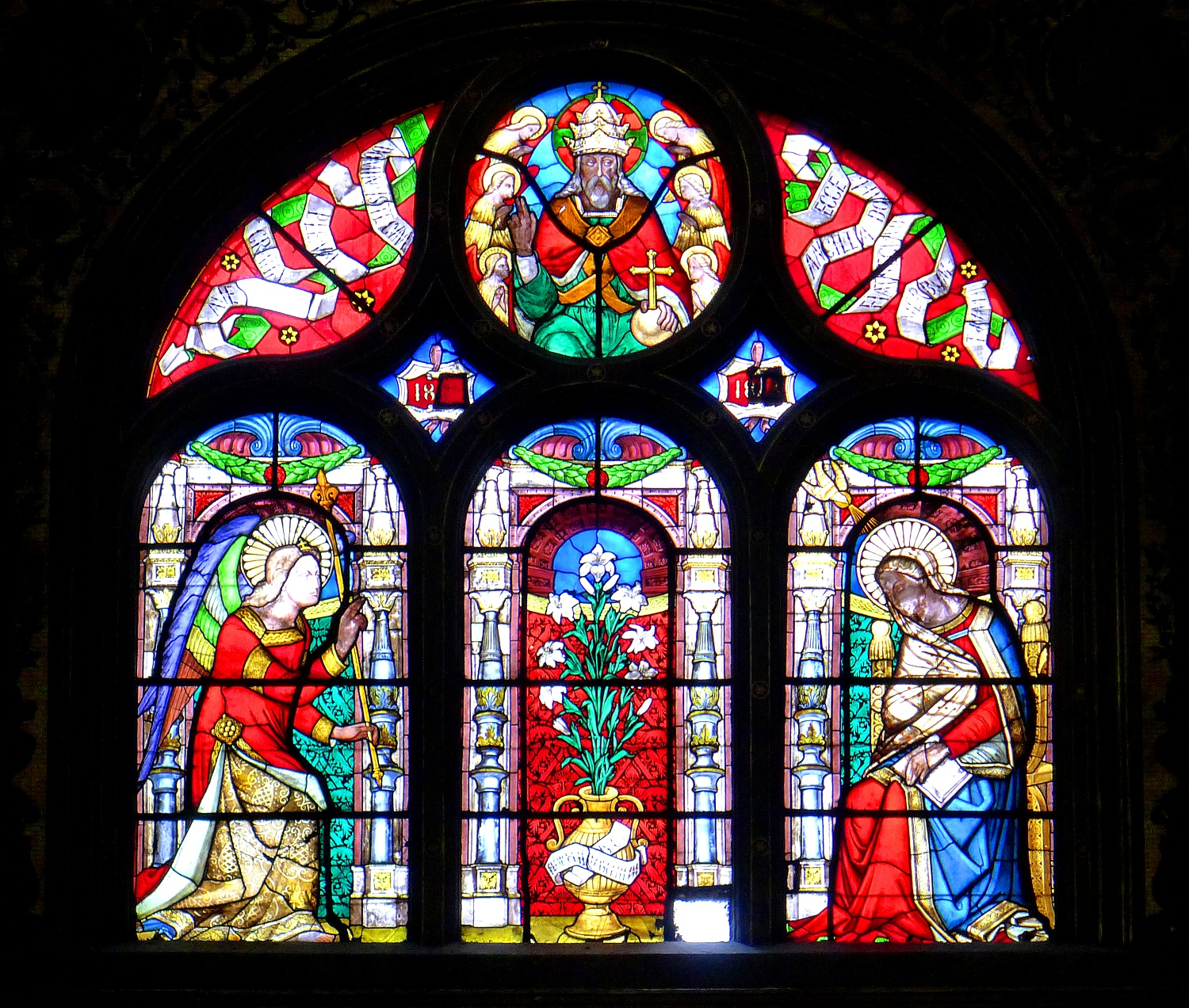
Vetrata della transenna nord

### Decori del XX secolo
Uno dei nove esemplari del trittico, La vita di Cristo, di Keith Haring, in bronzo ricoperto di una patina d'oro bianco, si trova nella cappella di San Vincenzo de' Paoli Per un curioso caso, l'affresco di Simon Vouet che lo mostra e che rappresenta il trionfo escatologico della Chiesa sul male, sintetizzato nel Nuovo Testamento, è incorniciato dall'evocazione del suo primo e del suo ultimo capitolo, cioè, al di sotto di un monocromo di rose, la Nascita della Vergine circondata da angeli, il cui nuovo non richiama il bambino radiante del trittico ugualmente circondato di angeli, e al di sotto l'Apocalisse, con san Giovanni e la bestia a sette teste, il quale ricorda l'essere a 12 teste al centro dell'opera di Keith Haring.

## Organi a canne

### Organo maggiore

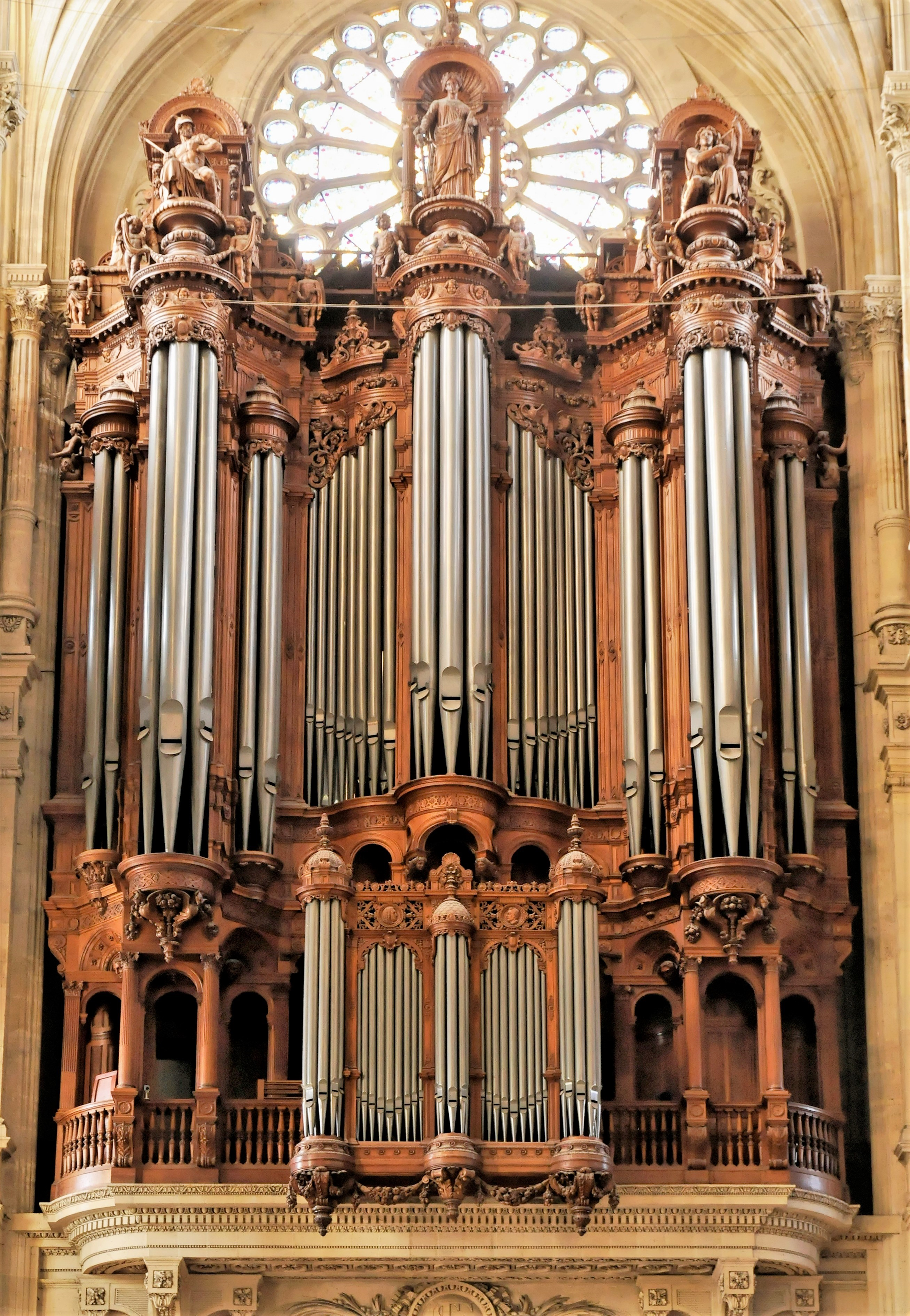
Il grande organo

L'organo maggiore, dotato di circa 8000 canne, è il più grande organo di Francia, superando gli strumenti della cattedrale di Notre Dame di Parigi (111 registri, con meno di 8000 canne) e la chiesa di Saint-Sulpice (102 registri per 7500 canne).
Dal 1989, l'organo è collegato a due consolle identiche: la prima è situata nella cantoria ed è a trasmissione meccanica con leva Barker, mentre la seconda, mobile e a trasmissione elettronica, è destinata ai concerti e permette all'organista di suonare nella navata in mezzo al pubblico; entrambe sono dotate di 5 tastiere di 61 note ciascuna e pedaliera di 32 note, e comandano 101 registri.
La chiesa ospitava un organo dal XVI secolo, ma non si hanno molte informazioni riguardanti la sua origine. Modificato all'inizio del XIX secolo da André Marie Daublaine e Louis Callinet con progetto di Charles Spackman Barker, fu distrutto da un incendio che divampò nel 1844 durante un'ispezione di controllo, pochi mesi dopo la sua inaugurazione. Fu ricostruito tra il 1849 e il 1854 da Barker e Charles Verschneider, restaurato nel 1879 da Joseph Merklin e poi modificato su richiesta dell'organista Joseph Bonnet negli '20 e '30 del '900. Ha subito poi un rinnovamento integrale per opera dell'olandese Van Den Heuvel nel 1989, ad eccezione del buffet (che è l'originale) e di qualche registro, di cui fanno parte tra le altre le grandi canne del registro Montre, datate 1854. Dal 1963 al 2015 è stato organista titolare Jean Guillou.

### Organo del coro
Nella seconda campata della navata laterale interna destra del coro, a pavimento si trova un secondo strumento, costruito dall'organaro Abbey nel 1842 e successivamente più volte modificato.
L'organo è a trasmissione elettrica e dispone di 16 registri; la sua consolle, mobile indipendente, si trova nei pressi del corpo d'organo ed ha due tastiere e pedaliera.